# Torneo del Interior 2009
El Torneo del Interior 2009 fue la quinta temporada de este torneo. Otorgó tres ascensos directos al Torneo Argentino B 2009/10 y la posibilidad de tres más mediante la promoción.
En ella participaron doscientos sesenta y cuatro (264) clubes indirectamente afiliados a la A.F.A.; de los cuales, Ferrocarril Sud de Olavarría, Independiente de Tandil, Unión de Villa Krause y Boca de Río Gallegos lograron el ascenso, los tres primeros por haber sido campeones, mientras que el cuarto, mediante la promoción.

## Sistema de disputa
Primera fase
Fase de grupos: Los 264 equipos se dividieron en 70 grupos de 3 (16 grupos) y 4 (54 grupos) equipos cada una, dependiendo de su cercanía geográfica; donde se enfrentaron entre ellos a partidos de ida y vuelta. Clasificaron a la segunda fase los primeros de cada grupo, los segundos de cada grupo con cuatro equipos y los cuatro (4) mejores segundos de los grupos de tres equipos, totalizando 128 equipos.

Segunda fase
Fase eliminatoria: Se disputa en siete fases, por el sistema de eliminación directa a doble partido.
- 1ª eliminatoria: la disputan los 128 equipos provenientes de la etapa de clasificación. Se dividen en ocho (8) llaves según la cercanía geográfica de cada equipo, totalizando dieciséis (16) equipos por llave.
- 2ª eliminatoria: la disputan los 64 equipos provenientes de la 1ª fase, siguiendo en la llave correspondiente de cada uno.
- 3ª eliminatoria: la disputan los 32 equipos provenientes de la 2ª fase, siguiendo en la llave correspondiente de cada uno.
- 4ª eliminatoria: la disputan los 16 equipos provenientes de la 3ª fase, finales de llave.
- 5ª eliminatoria: la disputan los 8 ganadores de la 4ª fase en duelos según cercanía geográfica. Los ganadores avanzan a la 7ª eliminatoria, los perdedores deben jugar la 6ª eliminatoria.
- 6ª eliminatoria: la disputan los 4 perdedores de la 5ª fase. Los ganadores avanzan a la 7ª eliminatoria.
- 7ª eliminatoria: la disputan los 4 equipos provenientes de la 5ª eliminatoria y 2 provenientes de la 6ª eliminatoria. Los ganadores se proclamaron ganadores del torneo.

Ascensos: Los equipos que resultasen ganadores ascendían directamente al Torneo Argentino B, los tres perdedores obtuvieron el derecho a jugar las promociones contra tres equipos del Torneo Argentino B.

## Equipos participantes

### Distribución geográfica
| Región                           | Equipos |
| -------------------------------- | ------- |
| Provincia de Buenos Aires        | 76      |
| Provincia de Catamarca           | 7       |
| Provincia del Chaco              | 19      |
| Provincia del Chubut             | 6       |
| Provincia de Córdoba             | 9       |
| Provincia de Corrientes          | 7       |
| Provincia de Entre Ríos          | 16      |
| Provincia de Formosa             | 6       |
| Provincia de Jujuy               | 7       |
| Provincia de La Pampa            | 5       |
| Provincia de La Rioja            | 4       |
| Provincia de Mendoza             | 14      |
| Provincia de Misiones            | 3       |
| Provincia del Neuquén            | 3       |
| Provincia de Río Negro           | 13      |
| Provincia de Salta               | 15      |
| Provincia de San Juan            | 1       |
| Provincia de San Luis            | 5       |
| Provincia de Santa Cruz          | 7       |
| Provincia de Santa Fe            | 23      |
| Provincia de Santiago del Estero | 9       |
| Provincia de Tierra del Fuego    | 4       |
| Provincia de Tucumán             | 5       |
| Total                            | 264     |

### Zonas
| Zona    | Club                                                 | Localidad                     | Provincia           | Liga de origen                           |
| ------- | ---------------------------------------------------- | ----------------------------- | ------------------- | ---------------------------------------- |
| Zona 1  | Los Cuervos del Fin del Mundo                        | Ushuaia                       | Tierra del Fuego    | Liga Ushuaiense de Fútbol                |
| Zona 1  | Mutual Banco Tierra del Fuego                        | Ushuaia                       | Tierra del Fuego    | Liga Ushuaiense de Fútbol                |
| Zona 1  | Deportivo Real Madrid                                | Río Grande                    | Tierra del Fuego    | Liga Oficial de fútbol Río Grande        |
| Zona 1  | Deportivo Victoria                                   | Río Grande                    | Tierra del Fuego    | Liga Oficial de fútbol Río Grande        |
| Zona 2  | Asociación Atlético Boxing Club                      | Río Gallegos                  | Santa Cruz          | Liga de Fútbol Sur de Santa Cruz         |
| Zona 2  | Club Boca Río Gallegos                               | Río Gallegos                  | Santa Cruz          | Liga de Fútbol Sur de Santa Cruz         |
| Zona 2  | Deportivo El Cóndor                                  | Río Gallegos                  | Santa Cruz          | Liga de Fútbol Sur de Santa Cruz         |
| Zona 2  | Club Deportivo Júpiter                               | Comandante Luis Piedrabuena   | Santa Cruz          | Liga de Fútbol Centro de Santa Cruz      |
| Zona 3  | Asociación Atlético San Julián                       | Puerto San Julián             | Santa Cruz          | Liga de Fútbol Centro de Santa Cruz      |
| Zona 3  | Social y Deportivo Estrella del Sur                  | Caleta Olivia                 | Santa Cruz          | Liga de Fútbol Norte de Santa Cruz       |
| Zona 3  | Nueva Chicago                                        | Puerto Deseado                | Santa Cruz          | Liga de Fútbol Norte de Santa Cruz       |
| Zona 3  | Jorge Newbery                                        | Comodoro Rivadavia            | Chubut              | Liga de Fútbol de Comodoro Rivadavia     |
| Zona 4  | Defensores de La Ribera                              | Rawson                        | Chubut              | Liga de Fútbol Valle del Chubut          |
| Zona 4  | Germinal                                             | Rawson                        | Chubut              | Liga de Fútbol Valle del Chubut          |
| Zona 4  | Club Atlético General San Martín                     | Esquel                        | Chubut              | Liga de fútbol del Oeste del Chubut      |
| Zona 4  | Social, Cultura y Deportivo Belgrano                 | Esquel                        | Chubut              | Liga de fútbol del Oeste del Chubut      |
| Zona 5  | Huahuel Niyeo                                        | Ingeniero Jacobacci           | Río Negro           | Liga Rionegrina de Fútbol 1              |
| Zona 5  | San Cayetano Derby                                   | Bariloche                     | Río Negro           | Liga de fútbol de Bariloche              |
| Zona 5  | Deportivo Estudiantes Unidos                         | Bariloche                     | Río Negro           | Liga de fútbol de Bariloche              |
| Zona 5  | Atlético Independiente                               | Bariloche                     | Río Negro           | Liga de fútbol de Bariloche              |
| Zona 6  | Club Círculo Italiano                                | Villa Regina                  | Río Negro           | Liga Deportiva Confluencia               |
| Zona 6  | Sportsman Club                                       | Choele Choel                  | Río Negro           | Liga Regional de fútbol Avellaneda       |
| Zona 6  | Maronese D                                           | Neuquén                       | Neuquén             | Liga de Fútbol del Neuquén               |
| Zona 6  | Social y Deportivo Sapere                            | Neuquén                       | Neuquén             | Liga de Fútbol del Neuquén               |
| Zona 7  | Atlético Villa Iris                                  | Neuquén                       | Neuquén             | Liga de Fútbol del Neuquén               |
| Zona 7  | Juventud Unida                                       | Juan Cousté                   | Buenos Aires        | Liga de fútbol de Río Colorado           |
| Zona 7  | Obrero Dique                                         | Barda del Medio               | Río Negro           | Liga Deportiva Confluencia               |
| Zona 7  | Unión Alem Progresista                               | Allen                         | Río Negro           | Liga Deportiva Confluencia               |
| Zona 8  | Atlético Puente Molina                               | Colonia Paso Piedras          | Río Negro           | Liga Regional de fútbol Avellaneda       |
| Zona 8  | Deportivo Luis Beltrán                               | Luis Beltrán                  | Río Negro           | Liga Regional de fútbol Avellaneda       |
| Zona 8  | Villa Congreso                                       | Viedma                        | Río Negro           | Liga Rionegrina de Fútbol                |
| Zona 8  | Deportivo Patagones                                  | Carmen de Patagones           | Buenos Aires        | Liga Rionegrina de Fútbol                |
| Zona 9  | San Lorenzo de Barrio Lindo                          | Carmen de Patagones           | Buenos Aires        | Liga Rionegrina de Fútbol                |
| Zona 9  | Independiente                                        | San Antonio Oeste             | Río Negro           | Liga Rionegrina de Fútbol                |
| Zona 9  | Independiente                                        | Río Colorado                  | Río Negro           | Liga de fútbol de Río Colorado           |
| Zona 9  | Huracán                                              | Trelew                        | Chubut              | Liga de Fútbol Valle del Chubut          |
| Zona 10 | Tiro Federal                                         | Bahía Blanca                  | Buenos Aires        | Liga del Sur (Bahía Blanca)              |
| Zona 10 | Huracán                                              | Ingeniero White               | Buenos Aires        | Liga del Sur (Bahía Blanca)              |
| Zona 10 | All Boys                                             | Santa Rosa                    | La Pampa            | Liga Cultural de fútbol                  |
| Zona 11 | Deportivo Mac Allister                               | Santa Rosa                    | La Pampa            | Liga Cultural de fútbol                  |
| Zona 11 | Social y Atlético Ferrocarril Oeste                  | Intendente Alvear             | La Pampa            | Liga Pampeana de Fútbol                  |
| Zona 11 | Ferro Carril Oeste                                   | General Pico                  | La Pampa            | Liga Pampeana de Fútbol                  |
| Zona 11 | Alvear FBC                                           | Intendente Alvear             | La Pampa            | Liga Pampeana de Fútbol                  |
| Zona 12 | Estudiantes                                          | San Luis                      | San Luis            | Liga Sanluiseña de fútbol                |
| Zona 12 | Deportivo La Punta                                   | San Luis                      | San Luis            | Liga Sanluiseña de fútbol                |
| Zona 12 | Jorge Newbery                                        | Villa Mercedes                | San Luis            | Liga de fútbol de Mercedes               |
| Zona 12 | Colegiales de Villa Mercedes                         | Villa Mercedes                | San Luis            | Liga de fútbol de Mercedes               |
| Zona 13 | Juventud Unida                                       | La Paz                        | Mendoza             | Liga Rivadaviense de fútbol              |
| Zona 13 | Independiente Sportivo Las Rosas                     | Colonia Las Rosas             | Mendoza             | Liga de fútbol de Tunuyán                |
| Zona 13 | Mataderos                                            | General Alvear                | Mendoza             | Liga Alvearense de Fútbol                |
| Zona 13 | Huracán Las Heras                                    | Las Heras                     | Mendoza             | Liga Mendocina de fútbol                 |
| Zona 14 | Club Leonardo Murialdo                               | Villa Nueva                   | Mendoza             | Liga Mendocina de fútbol                 |
| Zona 14 | Escuela Deportiva Junín                              | Junín                         | Mendoza             | Liga Rivadaviense de fútbol              |
| Zona 14 | Social y Deportivo Tupungato                         | Tupungato                     | Mendoza             | Liga Tupungatina de fútbol               |
| Zona 14 | Unión                                                | Villa Krause                  | San Juan            | Liga Sanjuanina de fútbol                |
| Zona 15 | Atlético San Luis                                    | San Rafael                    | Mendoza             | Liga Sanrafaelina de fútbol              |
| Zona 15 | Sportivo Chilecito                                   | Chilecito                     | Mendoza             | Liga Sancarlina de fútbol                |
| Zona 15 | Sportivo La Consulta                                 | La Consulta                   | Mendoza             | Liga Sancarlina de fútbol                |
| Zona 16 | Gutiérrez Sport Club                                 | General Gutiérrez             | Mendoza             | Liga Mendocina de fútbol                 |
| Zona 16 | Andes Talleres                                       | Godoy Cruz                    | Mendoza             | Liga Mendocina de fútbol                 |
| Zona 16 | Huracán                                              | San Rafael                    | Mendoza             | Liga Sanrafaelina de fútbol              |
| Zona 16 | Social Fernández Álvarez                             | Los Sauces (Argentina)        | Mendoza             | Liga de fútbol de Tunuyán                |
| Zona 17 | Américo Tesorieri                                    | La Rioja                      | La Rioja            | Liga Riojana de fútbol                   |
| Zona 17 | Rioja Juniors F.C.                                   | La Rioja                      | La Rioja            | Liga Riojana de fútbol                   |
| Zona 17 | Atlético Anguinán                                    | Anguinán                      | La Rioja            | Liga Chileciteña de fútbol               |
| Zona 17 | Defensores de La Plata                               | Chilecito                     | La Rioja            | Liga Chileciteña de fútbol               |
| Zona 18 | Américo Tesorieri                                    | Catamarca                     | Catamarca           | Liga Catamarqueña de fútbol              |
| Zona 18 | Vélez Sarsfield                                      | Catamarca                     | Catamarca           | Liga Catamarqueña de fútbol              |
| Zona 18 | Defensores de Esquiú                                 | San José                      | Catamarca           | Liga Chacarera de fútbol                 |
| Zona 18 | Obreros de San Isidro                                | San Isidro                    | Catamarca           | Liga Chacarera de fútbol                 |
| Zona 19 | Instituto Tráfico                                    | Frías                         | Santiago del Estero | Liga Cultural de fútbol de Frías         |
| Zona 19 | Villa Paulina                                        | Frías                         | Santiago del Estero | Liga Cultural de fútbol de Frías         |
| Zona 19 | Sportivo Guzmán                                      | San Miguel de Tucumán         | Tucumán             | Liga Tucumana de Fútbol                  |
| Zona 20 | Tiro Federal y Gimnasia                              | Andalgalá                     | Catamarca           | Liga Andalgalense de fútbol              |
| Zona 20 | Sportivo Aconquija                                   | Chaquiago                     | Catamarca           | Liga Andalgalense de fútbol              |
| Zona 20 | San Luis                                             | Belén                         | Catamarca           | Liga Belenista de fútbol                 |
| Zona 21 | Newell's Old Boys                                    | Tartagal                      | Salta               | Liga Departamental de fútbol             |
| Zona 21 | Sp. Pocitos                                          | Salvador Mazza                | Salta               | Liga Departamental de fútbol             |
| Zona 21 | River Plate                                          | Embarcación                   | Salta               | Liga Regional de fútbol del Bermejo      |
| Zona 21 | Independiente                                        | Hipólito Yrigoyen             | Salta               | Liga Regional de fútbol del Bermejo      |
| Zona 22 | Atlético Redes de la Patria                          | El Bordo                      | Salta               | Liga Güemense de fútbol                  |
| Zona 22 | Atlético Herminio Arrieta                            | Libertador General San Martín | Jujuy               | Liga Jujeña de Fútbol                    |
| Zona 22 | Alto Hornos Zapla                                    | Palpalá                       | Jujuy               | Liga Jujeña de Fútbol                    |
| Zona 22 | Atlético Santo Domingo                               | Santo Domingo                 | Jujuy               | Liga Departamental de El Carmen          |
| Zona 23 | Atlético El Polo                                     | La Esperanza                  | Jujuy               | Liga Regional Jujeña de fútbol           |
| Zona 23 | As. Tiro y Deportes Río Grande                       | La Mendieta                   | Jujuy               | Liga Regional Jujeña de fútbol           |
| Zona 23 | Atlético Monterrico San Vicente                      | Monterrico                    | Jujuy               | Liga Departamental de El Carmen          |
| Zona 23 | Atlético Palpalá                                     | Palpalá                       | Jujuy               | Liga Jujeña de Fútbol                    |
| Zona 24 | Dep. y Soc. Rivadavia                                | Cafayate                      | Salta               | Liga Calchaquí de fútbol                 |
| Zona 24 | San Lorenzo Dep. y Soc.                              | Cafayate                      | Salta               | Liga Calchaquí de fútbol                 |
| Zona 24 | Atlético Cerrillos                                   | Cerrillos                     | Salta               | Liga de fútbol del Valle de Lerma        |
| Zona 24 | Atlético Nobleza                                     | El Carril                     | Salta               | Liga de fútbol del Valle de Lerma        |
| Zona 25 | Deportivo Villa San Antonio                          | Salta                         | Salta               | Liga Salteña de fútbol                   |
| Zona 25 | Instituto Tráfico                                    | San José de Metán             | Salta               | Liga Metanense de fútbol                 |
| Zona 25 | Centro Social Cultural y Atlético General Güemes     | Rosario de la Frontera        | Salta               | Liga de fútbol de Rosario de la Frontera |
| Zona 25 | Deportivo Estrella                                   | Taco Pozo                     | Chaco               | Liga Anteña de fútbol                    |
| Zona 26 | Deportivo Taco Pozo                                  | Taco Pozo                     | Chaco               | Liga Anteña de fútbol                    |
| Zona 26 | Deportivo Unión                                      | Salta                         | Salta               | Liga Salteña de fútbol                   |
| Zona 26 | Atlético Libertad                                    | San José de Metán             | Salta               | Liga Metanense de fútbol                 |
| Zona 26 | Ferrocarril Gral. Belgrano                           | Rosario de la Frontera        | Salta               | Liga de fútbol de Rosario de la Frontera |
| Zona 27 | Unión Tranviarios Automotor                          | San Miguel de Tucumán         | Tucumán             | Liga Tucumana de Fútbol                  |
| Zona 27 | Club Deportivo Aguilares                             | Aguilares                     | Tucumán             | Liga Tucumana de Fútbol                  |
| Zona 27 | Central Argentino                                    | La Banda                      | Santiago del Estero | Liga Santiagueña de Fútbol               |
| Zona 28 | Club Atlético Güemes                                 | Santiago del Estero           | Santiago del Estero | Liga Santiagueña de Fútbol               |
| Zona 28 | Atlético Veinticinco de Mayo                         | Termas de Río Hondo           | Santiago del Estero | Liga Termense de fútbol                  |
| Zona 28 | Atlético Amalia                                      | San Miguel de Tucumán         | Tucumán             | Liga Tucumana de Fútbol                  |
| Zona 28 | Club Atlético Ñuñorco D                              | Monteros                      | Tucumán             | Liga Tucumana de Fútbol                  |
| Zona 29 | Unión Santiago                                       | Santiago del Estero           | Santiago del Estero | Liga Santiagueña de Fútbol               |
| Zona 29 | Sarmiento (La Banda)                                 | La Banda                      | Santiago del Estero | Liga Santiagueña de Fútbol               |
| Zona 29 | Atlético Icaño                                       | Icaño                         | Santiago del Estero | Liga Añatuyense de fútbol                |
| Zona 29 | Sp. Comercio                                         | Herrera                       | Santiago del Estero | Liga Añatuyense de fútbol                |
| Zona 30 | General San Martín                                   | Formosa                       | Formosa             | Liga Formoseña de fútbol                 |
| Zona 30 | Atlético Laguna Blanca                               | Laguna Blanca                 | Formosa             | Liga de fútbol de Laguna Blanca          |
| Zona 30 | 17 de agosto                                         | Clorinda                      | Formosa             | Liga Clorindense de fútbol               |
| Zona 30 | Atlético Libertad                                    | Ibarreta                      | Formosa             | Liga de fútbol del Centro                |
| Zona 31 | Atlético Defensores de Formosa                       | Formosa                       | Formosa             | Liga Formoseña de fútbol                 |
| Zona 31 | Defensa y Justicia                                   | Formosa                       | Formosa             | Liga Formoseña de fútbol                 |
| Zona 31 | Atlético América                                     | General José de San Martín    | Chaco               | Liga de fútbol del Norte                 |
| Zona 31 | Sportivo Zapallar                                    | El Zapallar                   | Chaco               | Liga de fútbol del Norte                 |
| Zona 32 | Bartolomé Mitre                                      | Posadas                       | Misiones            | Liga Posadeña de fútbol                  |
| Zona 32 | Deportivo Vicov                                      | Eldorado                      | Misiones            | Liga de fútbol de Eldorado               |
| Zona 32 | Sportivo San Lorenzo                                 | Mercedes                      | Corrientes          | Liga Mercedeña de fútbol                 |
| Zona 32 | Deportivo Madariaga                                  | Paso de los Libres            | Corrientes          | Liga Libreña de fútbol                   |
| Zona 33 | Huracán Football Club                                | Goya                          | Corrientes          | Liga Goyana de fútbol                    |
| Zona 33 | Deportivo Taragüí                                    | Mercedes                      | Corrientes          | Liga Mercedeña de fútbol                 |
| Zona 33 | Atlético Feliciano                                   | San José de Feliciano         | Entre Ríos          | Liga Felicianense de fútbol              |
| Zona 34 | Club Deportivo Jorge Gibson Brown                    | Posadas                       | Misiones            | Liga Posadeña de fútbol                  |
| Zona 34 | Atlético Villa Alvear                                | Resistencia                   | Chaco               | Liga Chaqueña de fútbol                  |
| Zona 34 | Sportivo Ferroviario                                 | Corrientes                    | Corrientes          | Liga Correntina de fútbol                |
| Zona 34 | Club Atlético Huracán Corrientes                     | Corrientes                    | Corrientes          | Liga Correntina de fútbol                |
| Zona 35 | Atlético Villa Raquel                                | Corrientes                    | Corrientes          | Liga Correntina de fútbol                |
| Zona 35 | Deportivo Unión                                      | Colonia Pampa Alegría         | Chaco               | Liga Saenzpeñense de fútbol              |
| Zona 35 | Club Atlético Central Norte Argentino                | Resistencia                   | Chaco               | Liga Chaqueña de fútbol                  |
| Zona 36 | Sportivo Cultural                                    | Juan José Castelli            | Chaco               | Liga Saenzpeñense de fútbol              |
| Zona 36 | F.C. General Belgrano                                | Presidencia Roque Sáenz Peña  | Chaco               | Liga Saenzpeñense de fútbol              |
| Zona 36 | Ferrocarriles del Estado                             | General Pinedo                | Chaco               | Liga de fútbol del Noroeste              |
| Zona 36 | Remedios de Escalada                                 | Villa Ángela                  | Chaco               | Asociación de fútbol del Oeste           |
| Zona 37 | Aprendices Chaqueños                                 | Presidencia Roque Sáenz Peña  | Chaco               | Liga Saenzpeñense de fútbol              |
| Zona 37 | Asoc. Civil Cult. Deportiva Libertad                 | Charata                       | Chaco               | Liga de fútbol del Noroeste              |
| Zona 37 | Centro Juvenil Agrario                               | Santa Sylvina                 | Chaco               | Asociación de fútbol del Oeste           |
| Zona 37 | Social y Deportivo Unión                             | Machagai                      | Chaco               | Liga Regional de fútbol                  |
| Zona 38 | Sportivo Pampa                                       | Pampa del Infierno            | Chaco               | Liga Saenzpeñense de fútbol              |
| Zona 38 | Atlético Sarmiento (Res.)                            | Resistencia                   | Chaco               | Liga Chaqueña de fútbol                  |
| Zona 38 | Atlético Gral. Belgrano                              | Quitilipi                     | Chaco               | Liga Quitilipense de fútbol              |
| Zona 38 | Atlético Villa Elena                                 | La Verde                      | Chaco               | Liga Regional de fútbol (Machagai)       |
| Zona 39 | Ocampo Fábrica                                       | Villa Ocampo                  | Santa Fe            | Liga Ocampense de fútbol                 |
| Zona 39 | Huracán FC                                           | Villa Ocampo                  | Santa Fe            | Liga Ocampense de fútbol                 |
| Zona 39 | Racing Club                                          | Reconquista                   | Santa Fe            | Liga Reconquistense de Fútbol            |
| Zona 39 | Club Atlético Adelante                               | Reconquista                   | Santa Fe            | Liga Reconquistense de Fútbol            |
| Zona 40 | Club Atlético Argentino Quilmes                      | Rafaela                       | Santa Fe            | Liga Rafaelina de fútbol                 |
| Zona 40 | Atlético Brown                                       | San Vicente                   | Santa Fe            | Liga Rafaelina de fútbol                 |
| Zona 40 | La Emilia Mutual y Social                            | San Jorge                     | Santa Fe            | Liga Departamental de fútbol San Martín  |
| Zona 41 | Atlético Americano                                   | Carlos Pellegrini             | Santa Fe            | Liga Departamental de fútbol San Martín  |
| Zona 41 | Atlético San Jorge                                   | San Jorge                     | Santa Fe            | Liga Departamental de fútbol San Martín  |
| Zona 41 | Unión Progresista                                    | San Carlos Sud                | Santa Fe            | Liga Esperancina de fútbol               |
| Zona 41 | Atlético Pilar                                       | Pilar                         | Santa Fe            | Liga Esperancina de fútbol               |
| Zona 42 | Gimnasia y Esgrima D                                 | Santa Fe                      | Santa Fe            | Liga Santafesina de Fútbol               |
| Zona 42 | Arteaga Mutual Social y Biblioteca Popular Sarmiento | Arteaga                       | Santa Fe            | Liga Interprovincial de Fútbol           |
| Zona 42 | El Expreso                                           | El Trébol                     | Santa Fe            | Liga Departamental de fútbol San Martín  |
| Zona 43 | Santa Fe FC                                          | Santa Fe                      | Santa Fe            | Liga Santafesina de Fútbol               |
| Zona 43 | Newell's Old Boys                                    | Santa Fe                      | Santa Fe            | Liga Santafesina de Fútbol               |
| Zona 43 | Atlético Jorge Newbery                               | Venado Tuerto                 | Santa Fe            | Liga Venadense de fútbol                 |
| Zona 43 | Atlético Argentino Firmat                            | Firmat                        | Santa Fe            | Liga Deportiva del Sur                   |
| Zona 44 | Club Sanjustino                                      | San Justo                     | Santa Fe            | Liga Santafesina de Fútbol               |
| Zona 44 | San Cristóbal                                        | Santa Fe                      | Santa Fe            | Liga Santafesina de Fútbol               |
| Zona 44 | Club Sportivo Rivadavia                              | Venado Tuerto                 | Santa Fe            | Liga Venadense de fútbol                 |
| Zona 44 | Juventud Pueyrredón                                  | Venado Tuerto                 | Santa Fe            | Liga Venadense de fútbol                 |
| Zona 45 | Atlético Paraná                                      | Paraná                        | Entre Ríos          | Liga Paranaense de fútbol                |
| Zona 45 | Atlético Caballú                                     | La Paz                        | Entre Ríos          | Liga Paceña de fútbol                    |
| Zona 45 | 25 de Mayo                                           | La Paz                        | Entre Ríos          | Liga Paceña de fútbol                    |
| Zona 45 | Santa Marta S. y D.                                  | Santa Elena                   | Entre Ríos          | Liga Santaelenense de fútbol             |
| Zona 46 | Salto Grande                                         | Concordia                     | Entre Ríos          | Liga Concordiense de fútbol              |
| Zona 46 | Juventud Unida                                       | General Campos                | Entre Ríos          | Liga Concordiense de fútbol              |
| Zona 46 | Arsenal                                              | Viale                         | Entre Ríos          | Liga de fútbol de Paraná Campaña         |
| Zona 46 | Atlético Hernandarias                                | Hernandarias                  | Entre Ríos          | Liga de fútbol de Paraná Campaña         |
| Zona 47 | Club Atlético Belgrano                               | Paraná                        | Entre Ríos          | Liga Paranaense de fútbol                |
| Zona 47 | Sportivo Urquiza                                     | Paraná                        | Entre Ríos          | Liga Paranaense de fútbol                |
| Zona 47 | Defensores de Pronunciamiento                        | Pronunciamiento               | Entre Ríos          | Liga Departamental de fútbol de Colón    |
| Zona 47 | Atlético Sauce                                       | Colón                         | Entre Ríos          | Liga Departamental de fútbol de Colón    |
| Zona 48 | Club Atlético Uruguay                                | Concepción del Uruguay        | Entre Ríos          | Liga de fútbol de Concepción del Uruguay |
| Zona 48 | Atlético Rivadavia                                   | Concepción del Uruguay        | Entre Ríos          | Liga de fútbol de Concepción del Uruguay |
| Zona 48 | Juvenil del Norte                                    | Gualeguaychú                  | Entre Ríos          | Liga Departamental de Gualeguaychú       |
| Zona 48 | Estrada F.C.                                         | Zárate                        | Buenos Aires        | Liga Zarateña de fútbol                  |
| Zona 49 | Atlético Escuela Presidente Roca                     | Córdoba                       | Córdoba             | Liga Cordobesa de fútbol                 |
| Zona 49 | Club Atlético Las Palmas                             | Córdoba                       | Córdoba             | Liga Cordobesa de fútbol                 |
| Zona 49 | Sociedad Sportiva Devoto                             | Devoto                        | Córdoba             | Liga Regional de Fútbol San Francisco    |
| Zona 50 | Atlético Adelia María                                | Adelia María                  | Córdoba             | Liga Regional de fútbol de Río Cuarto    |
| Zona 50 | Asoc. Española Jorge Ross                            | La Carlota                    | Córdoba             | Liga Regional de fútbol de Canals        |
| Zona 50 | Los Pumas                                            | Villa Mercedes                | San Luis            | Liga de fútbol de Mercedes               |
| Zona 51 | Alianza Toro-Everton                                 | Coronel Moldes                | Córdoba             | Liga Regional de fútbol de Río Cuarto    |
| Zona 51 | Atlético San Basilio                                 | San Basilio                   | Córdoba             | Liga Regional de fútbol de Río Cuarto    |
| Zona 51 | San Martín                                           | Monte Buey                    | Córdoba             | Liga Bellvillense de fútbol              |
| Zona 51 | Argentino                                            | Marcos Juárez                 | Córdoba             | Liga Bellvillense de fútbol              |
| Zona 52 | Regatas San Nicolás                                  | San Nicolás                   | Buenos Aires        | Liga Nicoleña de fútbol                  |
| Zona 52 | Argentino Oeste                                      | San Nicolás                   | Buenos Aires        | Liga Nicoleña de fútbol                  |
| Zona 52 | Defensores Unidos                                    | San Pedro                     | Buenos Aires        | Liga Deportiva Sampedrina                |
| Zona 52 | Atlético Compañía General                            | Salto                         | Buenos Aires        | Liga Deportiva de Salto                  |
| Zona 53 | General Rojo Unión Deportiva                         | General Rojo                  | Buenos Aires        | Liga Nicoleña de fútbol                  |
| Zona 53 | Atlético Almirante Brown                             | Arrecifes                     | Buenos Aires        | Liga de fútbol de Arrecifes              |
| Zona 53 | Atlético Obras Sanitarias                            | Arrecifes                     | Buenos Aires        | Liga de fútbol de Arrecifes              |
| Zona 53 | Independiente                                        | Villa Constitución            | Santa Fe            | Liga de fútbol Regional del Sud          |
| Zona 54 | Sports                                               | Pergamino                     | Buenos Aires        | Liga de Fútbol de Pergamino              |
| Zona 54 | Leandro Alem                                         | Pergamino                     | Buenos Aires        | Liga de Fútbol de Pergamino              |
| Zona 54 | Atlético El Fortín                                   | Colón                         | Buenos Aires        | Liga Deportiva de Colón                  |
| Zona 55 | Atlético Argentino                                   | Lincoln                       | Buenos Aires        | Liga Amateur de Deportes                 |
| Zona 55 | Singlar Club                                         | Ascensión                     | Buenos Aires        | Liga Deportiva de General Arenales       |
| Zona 55 | Jorge Newbery                                        | Junín                         | Buenos Aires        | Liga Deportiva del Oeste                 |
| Zona 55 | Mariano Moreno                                       | Junín                         | Buenos Aires        | Liga Deportiva del Oeste                 |
| Zona 56 | Deportivo San Lorenzo                                | Alberti                       | Buenos Aires        | Liga Bragadense de fútbol 2              |
| Zona 56 | Club Sportivo Bragado                                | Bragado                       | Buenos Aires        | Liga Bragadense de fútbol                |
| Zona 56 | Atlético Rivadavia                                   | Junín                         | Buenos Aires        | Liga Deportiva del Oeste                 |
| Zona 56 | Ambos Mundos                                         | Junín                         | Buenos Aires        | Liga Deportiva del Oeste                 |
| Zona 57 | Mutual UTA                                           | Moreno                        | Buenos Aires        | Liga Lujanense de fútbol                 |
| Zona 57 | Defensores del Chaco                                 | Moreno                        | Buenos Aires        | Liga Lujanense de fútbol                 |
| Zona 57 | Unión                                                | Del Viso                      | Buenos Aires        | Liga Escobarense de Fútbol               |
| Zona 57 | Pilar F.C.                                           | Pilar                         | Buenos Aires        | Liga Escobarense de Fútbol               |
| Zona 58 | M. de Camioneros 15 de Diciembre                     | General Rodríguez             | Buenos Aires        | Liga Lujanense de fútbol                 |
| Zona 58 | Club Náutico Hacoaj                                  | Tigre                         | Buenos Aires        | Liga Escobarense de Fútbol               |
| Zona 58 | Sporting La Fueguina                                 | Campana                       | Buenos Aires        | Liga Campanense de fútbol                |
| Zona 58 | Atlético Baradero                                    | Baradero                      | Buenos Aires        | Liga de fútbol de Baradero               |
| Zona 59 | Independiente                                        | Chivilcoy                     | Buenos Aires        | Liga Chivilcoyana de Fútbol              |
| Zona 59 | Atlético Estudiantes                                 | Mercedes                      | Buenos Aires        | Liga Mercedina de fútbol                 |
| Zona 59 | Club Mercedes                                        | Mercedes                      | Buenos Aires        | Liga Mercedina de fútbol                 |
| Zona 60 | Las Palometas                                        | Mercedes                      | Buenos Aires        | Liga Mercedina de fútbol                 |
| Zona 60 | Deportivo 9 de Julio                                 | Chacabuco                     | Buenos Aires        | Liga Deportiva de Chacabuco              |
| Zona 60 | S.C.y D. Gimnasia y Esgrima                          | Chivilcoy                     | Buenos Aires        | Liga Chivilcoyana de Fútbol              |
| Zona 60 | Social y Deportivo Moquehuá                          | Moquehuá                      | Buenos Aires        | Liga Chivilcoyana de Fútbol              |
| Zona 61 | Once Tigres                                          | 9 de Julio                    | Buenos Aires        | Liga Nuevejuliense de fútbol             |
| Zona 61 | El Taladro                                           | Las Flores                    | Buenos Aires        | Liga de fútbol de Las Flores             |
| Zona 61 | Atlético Argentinos                                  | Veinticinco de Mayo           | Buenos Aires        | Liga Veinticinqueña de fútbol            |
| Zona 61 | Villa Belgrano                                       | Junín                         | Buenos Aires        | Liga Deportiva del Oeste                 |
| Zona 62 | Ferrocarril Oeste                                    | Trenque Lauquen               | Buenos Aires        | Liga Trenquelauquense de fútbol          |
| Zona 62 | Atlético Rivadavia                                   | América                       | Buenos Aires        | Liga de fútbol del Oeste                 |
| Zona 62 | FC Tres Algarrobos D                                 | Tres Algarrobos               | Buenos Aires        | Liga de fútbol del Oeste                 |
| Zona 62 | Atlético Villegas                                    | General Villegas              | Buenos Aires        | Liga de fútbol de General Villegas       |
| Zona 63 | Atlético Argentino                                   | Saladillo                     | Buenos Aires        | Liga Deportiva de Saladillo              |
| Zona 63 | Centro Juvenil Carlos Calvo                          | La Barrancosa                 | Buenos Aires        | Liga Deportiva de Saladillo              |
| Zona 63 | Defensores de Plaza España                           | Veinticinco de mayo           | Buenos Aires        | Liga Veinticinqueña de fútbol            |
| Zona 63 | Defensores de Plaza Italia                           | Veinticinco de mayo           | Buenos Aires        | Liga Veinticinqueña de fútbol            |
| Zona 64 | Social Pehuen-Có                                     | Balneario Pehuen-Có           | Buenos Aires        | Liga de fútbol de Coronel Dorrego        |
| Zona 64 | Tiro Federal                                         | Puan                          | Buenos Aires        | Liga Regional de fútbol                  |
| Zona 64 | Atlético Jorge Newbery                               | Laprida                       | Buenos Aires        | Liga Lapridense de fútbol                |
| Zona 64 | Club Sportivo Olimpo                                 | Tres Arroyos                  | Buenos Aires        | Liga Regional Tresarroyense de fútbol    |
| Zona 65 | Atlético Rivadavia                                   | Necochea                      | Buenos Aires        | Liga Necochense de fútbol                |
| Zona 65 | Deportivo La Dulce                                   | La Dulce                      | Buenos Aires        | Liga Necochense de fútbol                |
| Zona 65 | Estación Quequén                                     | Quequén                       | Buenos Aires        | Liga Necochense de fútbol                |
| Zona 66 | Alumni Azuleño                                       | Azul                          | Buenos Aires        | Liga de fútbol de Azul                   |
| Zona 66 | Atlético Tapalqué                                    | Tapalqué                      | Buenos Aires        | Liga de fútbol de Azul 3                 |
| Zona 66 | Ferrocarril Sud                                      | Olavarría                     | Buenos Aires        | Liga de fútbol de Olavarría              |
| Zona 66 | Atlético Lilan                                       | Laprida                       | Buenos Aires        | Liga Lapridense de fútbol                |
| Zona 67 | Atlético Villa Gesell                                | Villa Gesell                  | Buenos Aires        | Liga Madariaguense de fútbol             |
| Zona 67 | Atlético San Vicente                                 | Pinamar                       | Buenos Aires        | Liga Madariaguense de fútbol             |
| Zona 67 | Club Independiente                                   | Tandil                        | Buenos Aires        | Liga Tandilense de fútbol                |
| Zona 67 | Social Velense                                       | María Ignacia                 | Buenos Aires        | Liga Tandilense de fútbol                |
| Zona 68 | Atlético Sarmiento                                   | Ayacucho                      | Buenos Aires        | Liga Ayacuchense de fútbol               |
| Zona 68 | Atlético-Defensores                                  | Ayacucho                      | Buenos Aires        | Liga Ayacuchense de fútbol               |
| Zona 68 | Social y Deportivo Santa Teresita                    | Santa Teresita                | Buenos Aires        | Liga de fútbol del Partido de la Costa   |
| Zona 68 | Social y Deportivo Mar de Ajó                        | Mar de Ajó                    | Buenos Aires        | Liga de fútbol del Partido de la Costa   |
| Zona 69 | Social y Deportivo Mar del Tuyú                      | Mar del Tuyú                  | Buenos Aires        | Liga de fútbol del Partido de la Costa   |
| Zona 69 | Sport Club Magdalena                                 | Magdalena                     | Buenos Aires        | Liga Chascomunense de fútbol             |
| Zona 69 | Deportivo Chascomús                                  | Chascomús                     | Buenos Aires        | Liga Chascomunense de fútbol             |
| Zona 70 | Atlético San Miguel                                  | San Miguel del Monte          | Buenos Aires        | Liga Lobense de fútbol                   |
| Zona 70 | San Miguel                                           | General Las Heras             | Buenos Aires        | Liga Lobense de fútbol                   |
| Zona 70 | Atlético Ever Ready                                  | Dolores                       | Buenos Aires        | Liga Dolorense de fútbol                 |

D: Equipo descendido del anterior Torneo Argentino B.
1: El equipo pertenece a la Liga de fútbol de Bariloche, aunque clasificó mediante la Liga Rionegrina de fútbol.
2: El equipo pertenece a la Liga Albertina de fútbol, aunque clasificó mediante la Liga Bragadense de Fútbol.
3: El equipo pertenece a la Liga Alvearense de Fútbol, aunque clasificó mediante la Liga de Fútbol de Azul.

## Primera fase

### Grupos 1 a 10
| Equipo                           | Pts | PJ | PG | PE | PP | GF | GC | Dif |
| -------------------------------- | --- | -- | -- | -- | -- | -- | -- | --- |
| Los Cuervos del Fin del Mundo    | 10  | 6  | 2  | 4  | 0  | 3  | 1  | 2   |
| Banco Tierra del Fuego (Ushuaia) | 7   | 6  | 1  | 4  | 1  | 2  | 2  | 0   |
| Deportivo Victoria (Río Grande)  | 6   | 6  | 1  | 3  | 2  | 4  | 3  | 1   |
| Real Madrid (Río Grande)         | 5   | 6  | 0  | 5  | 1  | 3  | 6  | -3  |

| Equipo                                | Pts | PJ | PG | PE | PP | GF | GC | Dif |
| ------------------------------------- | --- | -- | -- | -- | -- | -- | -- | --- |
| Boca (Río Gallegos)                   | 16  | 6  | 5  | 1  | 0  | 16 | 0  | 16  |
| Deportivo Júpiter (C. L. Piedrabuena) | 10  | 6  | 3  | 1  | 2  | 6  | 8  | -2  |
| Boxing Club (Río Gallegos)            | 6   | 6  | 1  | 3  | 2  | 8  | 7  | 1   |
| Deportivo El Cóndor (Río Gallegos)    | 1   | 6  | 0  | 1  | 5  | 1  | 16 | -15 |

| Equipo                                  | Pts | PJ | PG | PE | PP | GF | GC | Dif |
| --------------------------------------- | --- | -- | -- | -- | -- | -- | -- | --- |
| Jorge Newberry (Comodoro Rivadavia)     | 14  | 6  | 4  | 2  | 0  | 24 | 2  | 22  |
| Estrella del Sur (Caleta Olivia)        | 13  | 6  | 4  | 1  | 1  | 20 | 7  | 13  |
| Atlético San Julián (Puerto San Julián) | 7   | 6  | 2  | 1  | 3  | 8  | 11 | -3  |
| Nueva Chicago (Puerto Deseado)          | 0   | 6  | 0  | 0  | 6  | 3  | 35 | -33 |

| Equipo                           | Pts | PJ | PG | PE | PP | GF | GC | Dif |
| -------------------------------- | --- | -- | -- | -- | -- | -- | -- | --- |
| Germinal (Rawson)                | 11  | 6  | 3  | 2  | 1  | 13 | 5  | 7   |
| Defensores de la Ribera (Rawson) | 11  | 6  | 3  | 2  | 1  | 10 | 6  | 4   |
| Belgrano (Esquel)                | 8   | 6  | 2  | 2  | 2  | 5  | 10 | -5  |
| General San Martín (Esquel)      | 2   | 6  | 0  | 2  | 4  | 8  | 15 | -7  |

| Equipo                         | Pts | PJ | PG | PE | PP | GF | GC | Dif |
| ------------------------------ | --- | -- | -- | -- | -- | -- | -- | --- |
| Estudiantes Unidos (Bariloche) | 14  | 6  | 4  | 2  | 0  | 20 | 10 | 10  |
| Independiente (Bariloche)      | 9   | 6  | 2  | 3  | 1  | 8  | 9  | -1  |
| San Cayetano (Bariloche)       | 3   | 6  | 0  | 4  | 2  | 5  | 9  | -4  |
| Huahuel Niyeo (Ing. Jacobacci) | 3   | 6  | 0  | 3  | 3  | 6  | 11 | -5  |

| Equipo                          | Pts | PJ | PG | PE | PP | GF | GC | Dif |
| ------------------------------- | --- | -- | -- | -- | -- | -- | -- | --- |
| Maronese                        | 10  | 6  | 3  | 1  | 2  | 12 | 6  | 6   |
| Sportsman (Choele Choel)        | 9   | 6  | 2  | 3  | 1  | 7  | 5  | 2   |
| Círculo Italiano (Villa Regina) | 9   | 6  | 2  | 3  | 1  | 9  | 9  | 0   |
| SD Sapere                       | 4   | 6  | 1  | 1  | 4  | 6  | 14 | -8  |

| Equipo                         | Pts | PJ | PG | PE | PP | GF | GC | Dif |
| ------------------------------ | --- | -- | -- | -- | -- | -- | -- | --- |
| Unión Alem Progresista         | 13  | 6  | 4  | 1  | 1  | 16 | 6  | 10  |
| Villa Iris (Neuquén)           | 10  | 6  | 3  | 1  | 2  | 14 | 7  | 7   |
| Obrero Dique (Barda del Medio) | 10  | 6  | 3  | 1  | 2  | 10 | 11 | -1  |
| Juventud Unida (Juan Cousté)   | 1   | 6  | 0  | 1  | 5  | 2  | 18 | -16 |

| Equipo                                | Pts | PJ | PG | PE | PP | GF | GC | Dif |
| ------------------------------------- | --- | -- | -- | -- | -- | -- | -- | --- |
| Deportivo Patagones (C. de Patagones) | 13  | 6  | 4  | 1  | 1  | 18 | 7  | 11  |
| Villa Congreso (Viedma)               | 12  | 6  | 3  | 3  | 0  | 14 | 8  | 6   |
| Deportivo Luis Beltrán                | 5   | 6  | 1  | 2  | 3  | 11 | 17 | -5  |
| Puente Molina (Choele Choel)          | 2   | 6  | 0  | 2  | 4  | 6  | 17 | -11 |

| Equipo                            | Pts | PJ | PG | PE | PP | GF | GC | Dif |
| --------------------------------- | --- | -- | -- | -- | -- | -- | -- | --- |
| Independiente (Río Colorado)      | 16  | 6  | 5  | 1  | 0  | 21 | 3  | 18  |
| San Lorenzo de Barrio Lindo       | 7   | 6  | 2  | 1  | 3  | 12 | 10 | 2   |
| Huracán (Trelew)                  | 6   | 6  | 2  | 0  | 4  | 10 | 17 | -7  |
| Independiente (San Antonio Oeste) | 5   | 6  | 1  | 2  | 3  | 6  | 19 | -13 |

| Equipo                      | Pts | PJ | PG | PE | PP | GF | GC | Dif |
| --------------------------- | --- | -- | -- | -- | -- | -- | -- | --- |
| Huracán (Ingeniero White)   | 6   | 4  | 1  | 3  | 0  | 6  | 4  | 2   |
| All Boys (Santa Rosa)       | 5   | 4  | 1  | 2  | 1  | 4  | 4  | 0   |
| Tiro Federal (Bahía Blanca) | 5   | 4  | 1  | 2  | 1  | 2  | 4  | -2  |

### Grupos 11 a 20
| Equipo                          | Pts | PJ | PG | PE | PP | GF | GC | Dif |
| ------------------------------- | --- | -- | -- | -- | -- | -- | -- | --- |
| Alvear FBC                      | 13  | 6  | 4  | 1  | 1  | 17 | 7  | 10  |
| Deportivo Mac Allister          | 11  | 6  | 3  | 2  | 1  | 8  | 7  | 1   |
| Ferro Carril Oeste (Gral. Pico) | 5   | 6  | 1  | 2  | 3  | 5  | 8  | -3  |
| Ferro Carril Oeste (I. Alvear)  | 4   | 6  | 1  | 1  | 4  | 5  | 13 | -8  |

| Equipo                         | Pts | PJ | PG | PE | PP | GF | GC | Dif |
| ------------------------------ | --- | -- | -- | -- | -- | -- | -- | --- |
| Deportivo La Punta             | 11  | 6  | 3  | 2  | 1  | 13 | 6  | 7   |
| Jorge Newbery (Villa Mercedes) | 11  | 6  | 3  | 2  | 1  | 10 | 7  | 3   |
| Estudiantes (San Luis)         | 6   | 6  | 2  | 0  | 4  | 8  | 10 | -2  |
| Colegiales (Villa Mercedes)    | &   | 6  | 2  | 0  | 4  | 3  | 11 | -8  |

| Equipo                   | Pts | PJ | PG | PE | PP | GF | GC | Dif |
| ------------------------ | --- | -- | -- | -- | -- | -- | -- | --- |
| Huracán Las Heras        | 18  | 6  | 6  | 0  | 0  | 19 | 3  | 16  |
| Mataderos (Garl. Alvear) | 9   | 6  | 3  | 0  | 3  | 10 | 12 | -2  |
| Independiente Sportivo   | 7   | 6  | 2  | 1  | 3  | 6  | 10 | -4  |
| Juventud Unida (La Paz)  | 1   | 6  | 0  | 1  | 5  | 4  | 14 | -10 |

| Equipo                  | Pts | PJ | PG | PE | PP | GF | GC | Dif |
| ----------------------- | --- | -- | -- | -- | -- | -- | -- | --- |
| Unión (Villa Krause)    | 14  | 6  | 4  | 2  | 0  | 12 | 3  | 9   |
| Escuela Deportiva Junín | 8   | 6  | 2  | 2  | 2  | 9  | 7  | 2   |
| Leonardo Murialdo       | 5   | 6  | 1  | 4  | 1  | 8  | 8  | 0   |
| SD Tupungato            | 2   | 6  | 0  | 2  | 4  | 2  | 13 | -11 |

| Equipo                         | Pts | PJ | PG | PE | PP | GF | GC | Dif |
| ------------------------------ | --- | -- | -- | -- | -- | -- | -- | --- |
| Atlético San Luis (San Rafael) | 10  | 4  | 3  | 1  | 0  | 12 | 5  | 7   |
| Sportivo La Consulta           | 6   | 4  | 2  | 0  | 2  | 4  | 7  | -3  |
| Deportivo Chilecito            | 1   | 4  | 0  | 1  | 3  | 4  | 8  | -4  |

| Equipo                   | Pts | PJ | PG | PE | PP | GF | GC | Dif |
| ------------------------ | --- | -- | -- | -- | -- | -- | -- | --- |
| Huracán (San Rafael)     | 11  | 6  | 3  | 2  | 1  | 14 | 6  | 8   |
| Andes Talleres           | 11  | 6  | 3  | 2  | 1  | 20 | 4  | 16  |
| Gutiérrez SC             | 11  | 6  | 3  | 2  | 1  | 17 | 6  | 11  |
| Social Fernández Álvarez | 0   | 6  | 0  | 0  | 6  | 3  | 38 | -35 |

| Equipo                       | Pts | PJ | PG | PE | PP | GF | GC | Dif |
| ---------------------------- | --- | -- | -- | -- | -- | -- | -- | --- |
| Américo Tesorieri (La Rioja) | 16  | 6  | 5  | 1  | 0  | 19 | 5  | 14  |
| Rioja Juniors                | 11  | 6  | 3  | 2  | 1  | 17 | 7  | 10  |
| Atlético Anguinan            | 4   | 6  | 1  | 1  | 4  | 6  | 11 | -5  |
| Defensores de La Plata       | 3   | 6  | 1  | 0  | 5  | 5  | 25 | -19 |

| Equipo                        | Pts | PJ | PG | PE | PP | GF | GC | Dif |
| ----------------------------- | --- | -- | -- | -- | -- | -- | -- | --- |
| Américo Tesorieri (Catamarca) | 11  | 6  | 3  | 2  | 1  | 13 | 5  | 8   |
| Obreros de San Isidro         | 10  | 6  | 3  | 1  | 2  | 6  | 11 | -5  |
| Vélez Sarsfield (Catamarca)   | 8   | 6  | 2  | 2  | 2  | 8  | 7  | 1   |
| Defensores de Esquiú          | 4   | 6  | 1  | 1  | 4  | 3  | 7  | -4  |

| Equipo                     | Pts | PJ | PG | PE | PP | GF | GC | Dif |
| -------------------------- | --- | -- | -- | -- | -- | -- | -- | --- |
| Sportivo Guzmán            | 10  | 4  | 3  | 1  | 0  | 12 | 3  | 9   |
| Dep. Villa Paulina (Choya) | 7   | 4  | 2  | 1  | 1  | 6  | 4  | 2   |
| Instituto Tráfico          | 0   | 4  | 0  | 0  | 4  | 1  | 9  | -8  |

| Equipo                  | Pts | PJ | PG | PE | PP | GF | GC | Dif |
| ----------------------- | --- | -- | -- | -- | -- | -- | -- | --- |
| Sportivo Aconquija      | 10  | 4  | 3  | 1  | 0  | 9  | 3  | 6   |
| Tiro Federal y Gimnasia | 7   | 4  | 2  | 1  | 1  | 6  | 4  | 2   |
| Atlético San Luis       | 0   | 4  | 0  | 0  | 4  | 1  | 9  | -8  |

### Grupos 21 a 30
| Equipo                                  | Pts | PJ | PG | PE | PP | GF | GC | Dif |
| --------------------------------------- | --- | -- | -- | -- | -- | -- | -- | --- |
| River de Embarcación                    | 15  | 6  | 5  | 0  | 1  | 14 | 8  | 6   |
| Independiente (H. Yrigoyen)             | 8   | 6  | 2  | 2  | 2  | 9  | 8  | 1   |
| Sportivo Pocitos (Prof. Salvador Mazza) | 7   | 6  | 2  | 1  | 3  | 7  | 11 | -4  |
| Newell's Old Boys (Tartagal)            | 4   | 6  | 1  | 1  | 4  | 6  | 9  | -3  |

| Equipo                        | Pts | PJ | PG | PE | PP | GF | GC | Dif |
| ----------------------------- | --- | -- | -- | -- | -- | -- | -- | --- |
| Altos Hornos Zapla            | 15  | 6  | 5  | 0  | 1  | 14 | 7  | 7   |
| Atl. Santo Domingo            | 13  | 6  | 4  | 1  | 1  | 10 | 6  | 4   |
| Redes de la Patria (El Bordo) | 5   | 6  | 1  | 2  | 3  | 6  | 12 | -6  |
| Herminio Arrieta              | 1   | 6  | 0  | 1  | 5  | 6  | 12 | -6  |

| Equipo                          | Pts | PJ | PG | PE | PP | GF | GC | Dif |
| ------------------------------- | --- | -- | -- | -- | -- | -- | -- | --- |
| Atlético El Polo (La Esperanza) | 12  | 6  | 3  | 3  | 0  | 14 | 7  | 7   |
| Monterrico San Vicente          | 10  | 6  | 2  | 3  | 1  | 8  | 6  | 2   |
| Tiro y Deportes Río Grande      | 8   | 6  | 2  | 2  | 2  | 10 | 7  | 3   |
| Atlético Palpalá                | 1   | 6  | 0  | 1  | 5  | 7  | 19 | -12 |

| Equipo                       | Pts | PJ | PG | PE | PP | GF | GC | Dif |
| ---------------------------- | --- | -- | -- | -- | -- | -- | -- | --- |
| Rivadavia (Cafayate)         | 13  | 6  | 4  | 1  | 1  | 10 | 6  | 4   |
| Atlético Cerrillos           | 9   | 6  | 2  | 3  | 1  | 9  | 4  | 5   |
| Atlético Nobleza (El Carril) | 7   | 6  | 1  | 4  | 1  | 6  | 6  | 0   |
| San Lorenzo (Cafayate)       | 2   | 6  | 0  | 2  | 4  | 0  | 0  | 0   |

| Equipo                                | Pts | PJ | PG | PE | PP | GF | GC | Dif |
| ------------------------------------- | --- | -- | -- | -- | -- | -- | -- | --- |
| Gral. Güemes (Rosario de la Frontera) | 11  | 6  | 3  | 2  | 1  | 8  | 6  | 2   |
| Deportivo Villa San Antonio (Salta)   | 10  | 6  | 3  | 1  | 2  | 7  | 4  | 3   |
| Instituto Tráfico (Metán)             | 7   | 6  | 2  | 1  | 3  | 9  | 9  | 0   |
| Deportivo Estrella (Taco Pozo)        | 5   | 6  | 1  | 2  | 3  | 7  | 12 | -5  |

| Equipo                                           | Pts | PJ | PG | PE | PP | GF | GC | Dif |
| ------------------------------------------------ | --- | -- | -- | -- | -- | -- | -- | --- |
| Ferrocarril Gral. Belgrano (Ros. de la Frontera) | 11  | 6  | 3  | 2  | 1  | 10 | 9  | 1   |
| Libertad (Metán)                                 | 10  | 6  | 3  | 1  | 2  | 9  | 7  | 2   |
| Deportivo Taco Pozo                              | 9   | 6  | 2  | 3  | 1  | 7  | 4  | 3   |
| Deportivo Unión (Salta)                          | 3   | 6  | 1  | 0  | 5  | 6  | 12 | -6  |

| Equipo                       | Pts | PJ | PG | PE | PP | GF | GC | Dif |
| ---------------------------- | --- | -- | -- | -- | -- | -- | -- | --- |
| Deportivo Aguilares          | 7   | 4  | 2  | 1  | 1  | 4  | 3  | 1   |
| Unión Tranviarios Automotor  | 7   | 4  | 2  | 1  | 1  | 6  | 2  | 4   |
| Central Argentino (La Banda) | 2   | 4  | 0  | 2  | 2  | 1  | 6  | -5  |

| Equipo                                    | Pts | PJ | PG | PE | PP | GF | GC | Dif |
| ----------------------------------------- | --- | -- | -- | -- | -- | -- | -- | --- |
| Atlético Amalia                           | 11  | 6  | 3  | 2  | 1  | 10 | 8  | 2   |
| Güemes (Santiago del Estero)              | 9   | 6  | 2  | 3  | 1  | 6  | 5  | 1   |
| Ñuñorco                                   | 9   | 6  | 2  | 3  | 1  | 10 | 7  | 3   |
| Veinticinco de Mayo (Termas de Río Hondo) | 2   | 6  | 0  | 2  | 4  | 7  | 13 | -5  |

| Equipo                      | Pts | PJ | PG | PE | PP | GF | GC | Dif |
| --------------------------- | --- | -- | -- | -- | -- | -- | -- | --- |
| Sarmiento (La Banda)        | 16  | 6  | 5  | 1  | 0  | 15 | 5  | 10  |
| Atlético Icaño              | 9   | 6  | 2  | 3  | 1  | 6  | 7  | -1  |
| Unión Santiago              | 6   | 6  | 2  | 0  | 4  | 5  | 9  | -4  |
| Sportivo Comercio (Añatuya) | 2   | 6  | 0  | 2  | 4  | 5  | 10 | -5  |

| Equipo                       | Pts | PJ | PG | PE | PP | GF | GC | Dif |
| ---------------------------- | --- | -- | -- | -- | -- | -- | -- | --- |
| Atlético Laguna Blanca       | 12  | 6  | 4  | 0  | 2  | 9  | 9  | 0   |
| San Martín (Formosa)         | 10  | 6  | 3  | 1  | 2  | 9  | 5  | 4   |
| 17 de Agosto (Clorinda)      | 8   | 6  | 2  | 2  | 2  | 13 | 12 | 1   |
| Atlético Libertad (Ibarreta) | 4   | 6  | 1  | 1  | 4  | 10 | 15 | -5  |

### Grupos 31 a 40
| Equipo                                       | Pts | PJ | PG | PE | PP | GF | GC | Dif |
| -------------------------------------------- | --- | -- | -- | -- | -- | -- | -- | --- |
| Defensores de Formosa                        | 12  | 6  | 3  | 3  | 0  | 13 | 3  | 10  |
| Sportivo Zapallar (Gral. José de San Martín) | 7   | 6  | 1  | 4  | 1  | 8  | 6  | 2   |
| América (Gral. José de San Martín)           | 6   | 6  | 1  | 3  | 2  | 10 | 17 | -7  |
| Defensa y Justicia (Formosa)                 | 4   | 6  | 0  | 4  | 2  | 7  | 12 | -5  |

| Equipo                                   | Pts | PJ | PG | PE | PP | GF | GC | Dif |
| ---------------------------------------- | --- | -- | -- | -- | -- | -- | -- | --- |
| Bartolomé Mitre (Posadas)                | 9   | 6  | 3  | 3  | 0  | 16 | 9  | 7   |
| Deportivo Vicov                          | 8   | 6  | 3  | 2  | 1  | 12 | 6  | 6   |
| Deportivo Madariaga (Paso de los Libres) | 6   | 6  | 1  | 3  | 2  | 6  | 10 | -4  |
| Sportivo San Lorenzo (Mercedes)          | 2   | 6  | 0  | 2  | 4  | 9  | 18 | -9  |

| Equipo                       | Pts | PJ | PG | PE | PP | GF | GC | Dif |
| ---------------------------- | --- | -- | -- | -- | -- | -- | -- | --- |
| Huracán de Goya              | 7   | 4  | 2  | 1  | 1  | 5  | 3  | 2   |
| Atlético Feliciano           | 5   | 4  | 1  | 2  | 1  | 3  | 2  | 1   |
| Deportivo Taragüí (Mercedes) | 4   | 4  | 1  | 1  | 2  | 1  | 4  | -3  |

| Equipo                   | Pts | PJ | PG | PE | PP | GF | GC | Dif |
| ------------------------ | --- | -- | -- | -- | -- | -- | -- | --- |
| Ferroviario (Corrientes) | 14  | 6  | 4  | 1  | 1  | 9  | 7  | 2   |
| Villa Alvear             | 12  | 6  | 4  | 0  | 2  | 10 | 6  | 4   |
| Jorge Gibson Brown       | 7   | 6  | 2  | 1  | 3  | 9  | 8  | 1   |
| Huracán Corrientes       | 3   | 6  | 1  | 0  | 5  | 8  | 15 | -7  |

| Equipo                    | Pts | PJ | PG | PE | PP | GF | GC | Dif |
| ------------------------- | --- | -- | -- | -- | -- | -- | -- | --- |
| Unión (Roque Saenz Peña)  | 9   | 4  | 3  | 0  | 1  | 8  | 7  | 1   |
| Central Norte Argentino   | 7   | 4  | 2  | 1  | 1  | 7  | 3  | 4   |
| Villa Raquel (Corrientes) | 1   | 4  | 0  | 1  | 3  | 3  | 8  | -5  |

| Equipo                                 | Pts | PJ | PG | PE | PP | GF | GC | Dif |
| -------------------------------------- | --- | -- | -- | -- | -- | -- | -- | --- |
| Ferrocarriles del Estado               | 13  | 6  | 4  | 1  | 1  | 7  | 5  | 2   |
| Sportivo Cultural (Juan José Castelli) | 12  | 6  | 3  | 3  | 0  | 12 | 8  | 4   |
| Remedios de Escalada (Villa Ángela)    | 5   | 6  | 1  | 2  | 3  | 9  | 11 | -2  |
| Ferrocarril Gral. Belgrano             | 2   | 6  | 0  | 2  | 4  | 9  | 13 | -5  |

| Equipo                 | Pts | PJ | PG | PE | PP | GF | GC | Dif |
| ---------------------- | --- | -- | -- | -- | -- | -- | -- | --- |
| Unión (Machagai)       | 15  | 6  | 5  | 0  | 1  | 6  | 5  | 1   |
| Libertad (Charatá)     | 9   | 6  | 3  | 0  | 3  | 15 | 13 | 2   |
| Centro Juvenil Agrario | 7   | 6  | 2  | 1  | 3  | 14 | 13 | 1   |
| Aprendices Chaqueños   | 4   | 6  | 1  | 1  | 4  | 6  | 10 | -4  |

| Equipo                  | Pts | PJ | PG | PE | PP | GF | GC | Dif |
| ----------------------- | --- | -- | -- | -- | -- | -- | -- | --- |
| Sportivo Pampa          | 12  | 6  | 3  | 3  | 0  | 10 | 4  | 6   |
| Sarmiento (Resistencia) | 11  | 6  | 3  | 2  | 1  | 19 | 7  | 12  |
| Belgrano (Quitilipi)    | 9   | 6  | 3  | 0  | 3  | 9  | 9  | 0   |
| Villa Elena (La Verde)  | 1   | 6  | 0  | 1  | 5  | 4  | 22 | -18 |

| Equipo                          | Pts | PJ | PG | PE | PP | GF | GC | Dif |
| ------------------------------- | --- | -- | -- | -- | -- | -- | -- | --- |
| Racing Club (Reconquista)       | 12  | 6  | 3  | 3  | 0  | 11 | 7  | 4   |
| Ocampo Fábrica                  | 10  | 6  | 3  | 1  | 2  | 8  | 9  | -1  |
| Atlético Adelante (Reconquista) | 8   | 6  | 2  | 2  | 2  | 8  | 7  | 1   |
| Huracán (Villa Ocampo)          | 3   | 6  | 1  | 0  | 5  | 4  | 8  | -4  |

| Equipo                      | Pts | PJ | PG | PE | PP | GF | GC | Dif |
| --------------------------- | --- | -- | -- | -- | -- | -- | -- | --- |
| Argentino Quilmes (Rafaela) | 12  | 4  | 4  | 0  | 0  | 9  | 1  | 8   |
| Brown (San Vicente)         | 2   | 4  | 0  | 2  | 2  | 2  | 5  | -3  |
| La Emilia (San Jorge)       | 2   | 4  | 0  | 2  | 2  | 1  | 6  | -5  |

### Grupos 41 a 50
| Equipo                             | Pts | PJ | PG | PE | PP | GF | GC | Dif |
| ---------------------------------- | --- | -- | -- | -- | -- | -- | -- | --- |
| San Jorge (Santa Fe)               | 18  | 6  | 6  | 0  | 0  | 21 | 3  | 18  |
| Americano (Carlos Pellegrini)      | 10  | 6  | 3  | 1  | 2  | 8  | 10 | -2  |
| Atlético Pilar                     | 5   | 6  | 1  | 2  | 3  | 5  | 11 | -6  |
| Unión Progresista (San Carlos Sud) | 1   | 6  | 0  | 1  | 5  | 5  | 15 | -10 |

| Equipo                        | Pts | PJ | PG | PE | PP | GF | GC | Dif |
| ----------------------------- | --- | -- | -- | -- | -- | -- | -- | --- |
| Arteaga MSB (Arteaga)         | 9   | 4  | 3  | 0  | 1  | 10 | 5  | 5   |
| El Expreso (El Trébol)        | 7   | 4  | 2  | 1  | 1  | 10 | 7  | 3   |
| Gimnasia y Esgrima (Santa Fe) | 1   | 4  | 0  | 1  | 3  | 2  | 10 | -8  |

| Equipo                        | Pts | PJ | PG | PE | PP | GF | GC | Dif |
| ----------------------------- | --- | -- | -- | -- | -- | -- | -- | --- |
| Jorge Newbery (Venado Tuerto) | 14  | 6  | 4  | 2  | 0  | 10 | 5  | 5   |
| Newell's Old Boys (Santa Fe)  | 10  | 6  | 2  | 4  | 0  | 9  | 6  | 3   |
| Santa Fe FC                   | 7   | 6  | 2  | 1  | 3  | 15 | 11 | 4   |
| Argentino (Firmat)            | 1   | 6  | 0  | 1  | 5  | 0  |    |     |

| Equipo                              | Pts | PJ | PG | PE | PP | GF | GC | Dif |
| ----------------------------------- | --- | -- | -- | -- | -- | -- | -- | --- |
| Rivadavia (Venado Tuerto)           | 12  | 6  | 4  | 0  | 2  | 15 | 9  | 6   |
| Sanjustino                          | 10  | 6  | 3  | 1  | 2  | 10 | 7  | 3   |
| Juventud Pueyrredón (Venado Tuerto) | 7   | 6  | 2  | 1  | 3  | 8  | 13 | -5  |
| San Cristóbal (Santa Fe)            | 6   | 6  | 2  | 0  | 4  | 9  | 13 | -4  |

| Equipo                    | Pts | PJ | PG | PE | PP | GF | GC | Dif |
| ------------------------- | --- | -- | -- | -- | -- | -- | -- | --- |
| Atlético Paraná           | 15  | 6  | 5  | 0  | 1  | 22 | 5  | 17  |
| Santa Marta S. y D.       | 9   | 6  | 3  | 0  | 3  | 13 | 11 | 2   |
| Atlético Caballú (La Paz) | 7   | 6  | 2  | 1  | 3  | 7  | 11 | -4  |
| 25 de mayo (La Paz)       | 4   | 6  | 1  | 1  | 4  | 9  | 24 | -15 |

| Equipo                        | Pts | PJ | PG | PE | PP | GF | GC | Dif |
| ----------------------------- | --- | -- | -- | -- | -- | -- | -- | --- |
| Salto Grande (Concordia)      | 12  | 6  | 3  | 3  | 0  | 11 | 4  | 7   |
| Arsenal (Viale)               | 11  | 6  | 3  | 2  | 1  | 11 | 5  | 6   |
| Hernandarias                  | 10  | 6  | 3  | 1  | 2  | 8  | 7  | 1   |
| Juventud Unida (Gral. Campos) | 0   | 6  | 0  | 0  | 6  | 2  | 16 | -14 |

| Equipo                        | Pts | PJ | PG | PE | PP | GF | GC | Dif |
| ----------------------------- | --- | -- | -- | -- | -- | -- | -- | --- |
| Sportivo Urquiza (Paraná)     | 13  | 6  | 4  | 1  | 1  | 13 | 4  | 9   |
| Belgrano (Paraná)             | 11  | 6  | 3  | 2  | 1  | 12 | 5  | 7   |
| Defensores de Pronunciamiento | 6   | 6  | 1  | 3  | 2  | 5  | 10 | -5  |
| Atlético Sauce (Colón)        | 2   | 6  | 0  | 2  | 4  | 4  | 15 | -11 |

| Equipo                             | Pts | PJ | PG | PE | PP | GF | GC | Dif |
| ---------------------------------- | --- | -- | -- | -- | -- | -- | -- | --- |
| Atlético Uruguay                   | 11  | 6  | 3  | 2  | 1  | 13 | 6  | 7   |
| Rivadavia (Concepción del Uruguay) | 10  | 6  | 3  | 1  | 2  | 12 | 9  | 3   |
| Juvenil del Norte (Gualeguaychú)   | 8   | 6  | 2  | 2  | 2  | 6  | 10 | -4  |
| Estrada FC                         | 4   | 6  | 1  | 1  | 4  | 6  | 12 | -6  |

| Equipo                   | Pts | PJ | PG | PE | PP | GF | GC | Dif |
| ------------------------ | --- | -- | -- | -- | -- | -- | -- | --- |
| Las Palmas               | 12  | 4  | 4  | 0  | 0  | 8  | 1  | 7   |
| Escuela Presidente Roca  | 6   | 6  | 2  | 0  | 2  | 5  | 7  | -2  |
| Sociedad Sportiva Devoto | 0   | 6  | 0  | 0  | 4  | 4  | 9  | -5  |

| Equipo                         | Pts | PJ | PG | PE | PP | GF | GC | Dif |
| ------------------------------ | --- | -- | -- | -- | -- | -- | -- | --- |
| Jorge Ross (La Carlota)        | 9   | 4  | 3  | 0  | 1  | 6  | 2  | 4   |
| Atlético Adelia María          | 6   | 4  | 2  | 0  | 2  | 6  | 6  | 0   |
| SDC Los Pumas (Villa Mercedes) | 3   | 4  | 1  | 0  | 3  | 2  | 6  | -4  |

### Grupos 51 a 60
| Equipo                        | Pts | PJ | PG | PE | PP | GF | GC | Dif |
| ----------------------------- | --- | -- | -- | -- | -- | -- | -- | --- |
| Alianza Toro-Everton          | 12  | 6  | 4  | 0  | 2  | 12 | 7  | 5   |
| CAB Argentino (Marcos Juárez) | 12  | 6  | 4  | 0  | 2  | 15 | 10 | 5   |
| San mArtín (Monte Buey)       | 9   | 6  | 3  | 0  | 3  | 11 | 8  | 3   |
| Atlético San Basilio          | 3   | 6  | 1  | 0  | 5  | 4  | 17 | -13 |

| Equipo                        | Pts | PJ | PG | PE | PP | GF | GC | Dif |
| ----------------------------- | --- | -- | -- | -- | -- | -- | -- | --- |
| Defensores Unidos (San Pedro) | 11  | 6  | 3  | 2  | 1  | 8  | 5  | 3   |
| Argentino Oeste (San Nicolás) | 8   | 6  | 2  | 2  | 2  | 5  | 7  | -2  |
| Compañía General (Salto)      | 7   | 6  | 2  | 1  | 3  | 10 | 10 | 0   |
| Regatas San Nicolás           | 7   | 6  | 2  | 1  | 3  | 5  | 6  | -1  |

| Equipo                             | Pts | PJ | PG | PE | PP | GF | GC | Dif |
| ---------------------------------- | --- | -- | -- | -- | -- | -- | -- | --- |
| Obras Sanitarias (Arrecifes)       | 16  | 6  | 5  | 1  | 0  | 18 | 9  | 9   |
| General Rojo                       | 8   | 6  | 2  | 2  | 2  | 7  | 7  | 0   |
| Brown (Arrecifes)                  | 5   | 6  | 1  | 2  | 3  | 12 | 12 | 0   |
| Independiente (Villa Constitución) | 3   | 6  | 0  | 3  | 3  | 6  | 15 | -9  |

| Equipo                     | Pts | PJ | PG | PE | PP | GF | GC | Dif |
| -------------------------- | --- | -- | -- | -- | -- | -- | -- | --- |
| Sports Club (Pergamino)    | 9   | 4  | 3  | 0  | 1  | 8  | 3  | 5   |
| El Fortín (Colón, Bs. As.) | 9   | 4  | 3  | 0  | 1  | 7  | 4  | 3   |
| Leandro Alem (Pergamino)   | 0   | 4  | 0  | 0  | 4  | 4  | 12 | -8  |

| Equipo                 | Pts | PJ | PG | PE | PP | GF | GC | Dif |
| ---------------------- | --- | -- | -- | -- | -- | -- | -- | --- |
| Jorge Newbery (Junín)  | 18  | 6  | 6  | 0  | 0  | 23 | 3  | 20  |
| Argentino (Lincoln)    | 10  | 6  | 3  | 1  | 2  | 16 | 13 | 3   |
| Mariano Moreno (Junín) | 5   | 6  | 1  | 2  | 3  | 7  | 15 | -8  |
| Singlar (Ascensión)    | 1   | 6  | 0  | 1  | 5  | 6  | 21 | -15 |

| Equipo                | Pts | PJ | PG | PE | PP | GF | GC | Dif |
| --------------------- | --- | -- | -- | -- | -- | -- | -- | --- |
| Sportivo Bragado      | 12  | 6  | 4  | 0  | 2  | 10 | 6  | 4   |
| Rivadavia (Junín)     | 8   | 6  | 2  | 2  | 2  | 9  | 8  | 1   |
| San Lorenzo (Alberti) | 7   | 6  | 2  | 1  | 3  | 6  | 7  | -1  |
| Ambos Mundos (Junín)  | 6   | 6  | 1  | 3  | 2  | 8  | 12 | -4  |

| Equipo                       | Pts | PJ | PG | PE | PP | GF | GC | Dif |
| ---------------------------- | --- | -- | -- | -- | -- | -- | -- | --- |
| Mutual U.T.A. (Moreno)       | 15  | 6  | 5  | 0  | 1  | 12 | 5  | 7   |
| Pilar FC                     | 12  | 6  | 4  | 0  | 2  | 8  | 5  | 3   |
| Unión (Del Viso)             | 6   | 6  | 2  | 0  | 4  | 4  | 7  | -3  |
| Defensores del Chaco (Luján) | 3   | 6  | 1  | 0  | 5  | 7  | 14 | -7  |

| Equipo                         | Pts | PJ | PG | PE | PP | GF | GC | Dif |
| ------------------------------ | --- | -- | -- | -- | -- | -- | -- | --- |
| Atlético Baradero              | 16  | 6  | 5  | 1  | 0  | 12 | 10 | 2   |
| Camioneros (Gral. Rodríguez)   | 12  | 6  | 4  | 0  | 2  | 9  | 4  | 5   |
| Náutico Hacoaj (Tigre)         | 6   | 6  | 2  | 0  | 4  | 8  | 10 | -2  |
| Sporting La Fueguina (Campana) | 4   | 6  | 1  | 1  | 4  | 7  | 12 | -5  |

| Equipo                    | Pts | PJ | PG | PE | PP | GF | GC | Dif |
| ------------------------- | --- | -- | -- | -- | -- | -- | -- | --- |
| Mercedes                  | 8   | 4  | 2  | 2  | 0  | 6  | 4  | 2   |
| Independiente (Chivilcoy) | 7   | 4  | 2  | 1  | 1  | 8  | 2  | 6   |
| Estudiantes (Mercedes)    | 1   | 4  | 0  | 1  | 3  | 3  | 11 | -8  |

| Equipo                           | Pts | PJ | PG | PE | PP | GF | GC | Dif |
| -------------------------------- | --- | -- | -- | -- | -- | -- | -- | --- |
| Deportivo 9 de Julio (Chacabuco) | 10  | 6  | 3  | 1  | 2  | 14 | 9  | 5   |
| Gimnasia y Esgrima (Chivilcoy)   | 9   | 6  | 2  | 3  | 1  | 14 | 11 | 3   |
| Las Palometas (Mercedes)         | 9   | 6  | 2  | 3  | 1  | 10 | 11 | -1  |
| Moquehuá                         | 3   | 6  | 0  | 3  | 3  | 7  | 14 | -7  |

### Grupos 61 a 70
| Equipo                       | Pts | PJ | PG | PE | PP | GF | GC | Dif |
| ---------------------------- | --- | -- | -- | -- | -- | -- | -- | --- |
| El Taladro (Las Flores)      | 10  | 6  | 3  | 1  | 2  | 12 | 9  | 3   |
| Villa Belgrano (Junín)       | 10  | 6  | 3  | 1  | 2  | 10 | 10 | 0   |
| Once Tigres (Nueve de Julio) | 9   | 6  | 2  | 3  | 1  | 12 | 7  | 4   |
| Argentinos (25 de Mayo)      | 4   | 6  | 1  | 1  | 4  | 8  | 16 | -8  |

| Equipo                               | Pts | PJ | PG | PE | PP | GF | GC | Dif |
| ------------------------------------ | --- | -- | -- | -- | -- | -- | -- | --- |
| FC Tres Algarrobos                   | 12  | 6  | 3  | 3  | 0  | 12 | 4  | 8   |
| Ferro Carril Oeste (Trenque Lauquen) | 10  | 6  | 2  | 4  | 0  | 12 | 9  | 3   |
| Atlético Villegas                    | 6   | 6  | 1  | 3  | 2  | 8  | 9  | -1  |
| Rivadavia (América)                  | 3   | 6  | 1  | 0  | 5  | 7  | 17 | -10 |

| Equipo                      | Pts | PJ | PG | PE | PP | GF | GC | Dif |
| --------------------------- | --- | -- | -- | -- | -- | -- | -- | --- |
| Plaza España                | 15  | 6  | 5  | 0  | 1  | 9  | 6  | 3   |
| Centro Juvenil Carlos Calvo | 12  | 6  | 4  | 0  | 2  | 16 | 7  | 9   |
| Argentino (Saladillo)       | 4   | 6  | 1  | 1  | 4  | 12 | 17 | -5  |
| Plaza Italia                | 4   | 6  | 1  | 1  | 4  | 10 | 17 | -7  |

| Equipo                                   | Pts | PJ | PG | PE | PP | GF | GC | Dif |
| ---------------------------------------- | --- | -- | -- | -- | -- | -- | -- | --- |
| Tiro Federal (Puan)                      | 13  | 6  | 4  | 1  | 1  | 8  | 3  | 5   |
| Sportivo Olimpo                          | 10  | 6  | 2  | 4  | 0  | 7  | 5  | 2   |
| Ingeniero Jorge Newbery (Gral. Lamadrid) | 8   | 6  | 2  | 2  | 2  | 8  | 8  | 0   |
| Social Pehuen-Có                         | 1   | 6  | 0  | 1  | 5  | 6  | 13 | -7  |

| Equipo               | Pts | PJ | PG | PE | PP | GF | GC | Dif |
| -------------------- | --- | -- | -- | -- | -- | -- | -- | --- |
| Estación Quequén     | 7   | 4  | 2  | 1  | 1  | 5  | 3  | 2   |
| Rivadavia (Necochea) | 7   | 4  | 2  | 1  | 1  | 3  | 2  | 1   |
| Deportivo La Dulce   | 2   | 4  | 0  | 2  | 2  | 3  | 6  | -3  |

| Equipo                      | Pts | PJ | PG | PE | PP | GF | GC | Dif |
| --------------------------- | --- | -- | -- | -- | -- | -- | -- | --- |
| Ferrocarril Sud (Olavarría) | 13  | 6  | 4  | 1  | 1  | 16 | 5  | 11  |
| Alumni Azuleño              | 12  | 6  | 4  | 0  | 2  | 14 | 9  | 5   |
| Atlético Tapalqué           | 10  | 6  | 3  | 1  | 2  | 11 | 10 | 1   |
| Lilan (Laprida)             | 0   | 6  | 0  | 0  | 6  | 5  | 22 | -17 |

| Equipo                         | Pts | PJ | PG | PE | PP | GF | GC | Dif |
| ------------------------------ | --- | -- | -- | -- | -- | -- | -- | --- |
| Independiente (Tandil)         | 11  | 6  | 3  | 2  | 1  | 11 | 3  | 8   |
| Social Valense (María Ignacia) | 9   | 6  | 2  | 3  | 1  | 14 | 11 | 3   |
| Atlético Villa Gesell          | 8   | 6  | 2  | 2  | 2  | 10 | 10 | 0   |
| San Vicente (Pinamar)          | 1   | 6  | 0  | 1  | 5  | 6  | 17 | -11 |

| Equipo                 | Pts | PJ | PG | PE | PP | GF | GC | Dif |
| ---------------------- | --- | -- | -- | -- | -- | -- | -- | --- |
| Defensores de Ayacucho | 11  | 6  | 3  | 2  | 1  | 11 | 3  | 8   |
| Santa Teresita         | 7   | 6  | 1  | 4  | 1  | 4  | 3  | 1   |
| Sarmiento (Ayacucho)   | 7   | 6  | 1  | 4  | 1  | 8  | 5  | 3   |
| Social Mar de Ajó      | 5   | 6  | 1  | 2  | 3  | 4  | 16 | -12 |

| Equipo                 | Pts | PJ | PG | PE | PP | GF | GC | Dif |
| ---------------------- | --- | -- | -- | -- | -- | -- | -- | --- |
| Deportivo Chascomús    | 12  | 4  | 4  | 0  | 0  | 6  | 2  | 4   |
| Sport Club Magdalena   | 6   | 4  | 2  | 0  | 2  | 8  | 4  | 4   |
| Deportivo Mar del Tuyú | 0   | 4  | 0  | 0  | 4  | 4  | 12 | -8  |

| Equipo                            | Pts | PJ | PG | PE | PP | GF | GC | Dif |
| --------------------------------- | --- | -- | -- | -- | -- | -- | -- | --- |
| Ever Ready (Dolores)              | 9   | 4  | 3  | 0  | 1  | 10 | 1  | 9   |
| San Miguel (Gral. Las Heras)      | 9   | 4  | 3  | 0  | 1  | 13 | 3  | 10  |
| San Miguel (San Miguel del Monte) | 0   | 4  | 0  | 0  | 4  | 1  | 20 | -19 |

### Mejores segundos
| Grupo | Equipo                                     | Pts | PJ | PG | PE | PP | GF | GC | Dif |
| ----- | ------------------------------------------ | --- | -- | -- | -- | -- | -- | -- | --- |
| 70    | Atlético San Miguel (Gral. Las Heras)      | 9   | 4  | 3  | 0  | 1  | 13 | 3  | 10  |
| 54    | Atlético El Fortín (Colón, Bs. As.)        | 9   | 4  | 3  | 0  | 1  | 7  | 4  | 3   |
| 59    | Independiente (Chivilcoy)                  | 7   | 4  | 2  | 1  | 1  | 8  | 2  | 6   |
| 69    | Sport Club Magdalena (Magdalena)           | 6   | 4  | 2  | 0  | 2  | 8  | 4  | 4   |
| 35    | Central Norte Argentino (Resistencia)      | 7   | 4  | 2  | 1  | 1  | 7  | 3  | 4   |
| 27    | Unión Tranviarios Automotor (Tucumán)      | 7   | 4  | 2  | 1  | 1  | 6  | 2  | 4   |
| 42    | Atlético El Expreso (El Trébol)            | 7   | 4  | 2  | 1  | 1  | 10 | 7  | 3   |
| 13    | Tiro Federal y Gimnasia (Andalgalá)        | 7   | 4  | 2  | 1  | 1  | 6  | 4  | 2   |
| 65    | Atlético Rivadavia (Necochea)              | 7   | 4  | 2  | 1  | 1  | 3  | 2  | 1   |
| 14    | Deportivo Villa Paulina (Choya)            | 7   | 4  | 2  | 1  | 1  | 7  | 9  | -2  |
| 50    | Atlético Adelia María                      | 6   | 4  | 2  | 0  | 2  | 6  | 6  | 0   |
| 49    | Escuela Presidente Roca                    | 6   | 4  | 2  | 0  | 2  | 5  | 7  | -2  |
| 15    | Sportivo La Consulta (La Consulta)         | 6   | 4  | 2  | 0  | 2  | 4  | 7  | -3  |
| 33    | Atlético Feliciano (San José de Feliciano) | 5   | 4  | 1  | 2  | 1  | 3  | 2  | 1   |
| 10    | All Boys (La Pampa)                        | 5   | 4  | 1  | 2  | 1  | 4  | 4  | 0   |
| 40    | Atlético Brown (San Vicente)               | 2   | 4  | 0  | 2  | 2  | 2  | 5  | -3  |

## Segunda fase

### Primera Eliminatoria
| Llave   | Local - Ida                                 | Global        | Local - Vuelta                                      | Ida   | Vuelta |
| ------- | ------------------------------------------- | ------------- | --------------------------------------------------- | ----- | ------ |
| Llave 1 | Atlético Villa Iris                         | 0 - 3         | Deportivo Patagones                                 | 0 - 1 | 0 - 2  |
| Llave 1 | Sportsman (Choele Choel)                    | 1 - 2         | Estudiantes Unidos (Bariloche)                      | 1 - 2 | 0 - 0  |
| Llave 1 | Depvo. Júpiter (Com. L. Piedrabuena)        | 2 - 3         | Los Cuervos del Fin del Mundo                       | 1 - 1 | 1 - 2  |
| Llave 1 | Mutual Banco Tierra del Fuego               | 0 - 3         | Boca (Río Gallegos)                                 | 0 - 1 | 0 - 2  |
| Llave 1 | Defensores de La Ribera (Rawson)            | 5 - 3         | Jorge Newbery (Comodoro Rivadavia)                  | 2 - 2 | 3 - 1  |
| Llave 1 | Estrella del Sur (Caleta Olivia)            | 4 - 3         | Germinal                                            | 3 - 1 | 1 - 2  |
| Llave 1 | Independiente (Bariloche)                   | 1 - 8         | Maronese                                            | 1 - 6 | 0 - 2  |
| Llave 1 | Villa Congreso (Viedma)                     | 3 - 7         | Unión Alem Progresista (Allen)                      | 1 - 2 | 2 - 5  |
| Llave 2 | San Lorenzo de Barrio Lindo                 | 1 - 5         | Huracán (Ingeniero White)                           | 0 - 2 | 1 - 3  |
| Llave 2 | Deportivo Mac Allister (Santa Rosa)         | 2 - 5         | Independiente (Río Colorado)                        | 1 - 0 | 1 - 5  |
| Llave 2 | Alvear FBC                                  | (8) 3 - 3 (9) | FC Tres Algarrobos                                  | 2 - 2 | 1 - 1  |
| Llave 2 | Jorge Ross (La Carlota)                     | 1 - 1         | Sp. Rivadavia (Venado Tuerto)                       | 1 - 1 | 0 - 0  |
| Llave 2 | Ferrocarril Oeste (Trenque Lauquen)         | 1 - 3         | Tiro Federal (Puán)                                 | 0 - 0 | 1 - 3  |
| Llave 2 | Alumni Azuleño                              | 2 - 7         | Defensores de Plaza España (25 de Mayo)             | 1 - 2 | 1 - 5  |
| Llave 2 | Centro Juvenil Carlos Calvo                 | 1 - 4         | Ferrocarril Sud (Olavarría)                         | 1 - 3 | 0 - 1  |
| Llave 2 | Sportivo Olimpo (Tres Arroyos)              | 2 - 0         | Estación Quequén (Necochea)                         | 1 - 0 | 1 - 0  |
| Llave 3 | Andes Talleres                              | 3 - 2         | Deportivo La Punta                                  | 2 - 1 | 1 - 1  |
| Llave 3 | Jorge Newbery (Villa Mercedes)              | 2 - 1         | Alianza Toro-Everton (Coronel Moldes)               | 2 - 0 | 0 - 1  |
| Llave 3 | Atlético San Luis (San Rafael)              | 2 - 6         | Unión (Villa Krause)                                | 1 - 3 | 1 - 3  |
| Llave 3 | Mataderos (General Alvear)                  | 2 - 6         | Huracán (San Rafael)                                | 1 - 2 | 1 - 4  |
| Llave 3 | Obreros de San Isidro                       | 2 - 3         | Américo Tesorieri (La Rioja)                        | 2 - 3 | 0 - 0  |
| Llave 3 | Rioja Juniors                               | 1 - 6         | Américo Tesorieri (Catamarca)                       | 1 - 1 | 0 - 5  |
| Llave 3 | Sportivo Aconquija                          | (4) 3 - 3 (2) | Sportivo Guzmán                                     | 2 - 0 | 1 - 3  |
| Llave 3 | Güemes (Santiago del Estero)                | 1 - 2         | Deportivo Aguilares                                 | 1 - 0 | 0 - 2  |
| Llave 4 | Depvo. Villa San Antonio (Salta)            | 5 - 1         | Ferrocarril Gral. Belgrano (Rosario de la Frontera) | 3 - 0 | 2 - 1  |
| Llave 4 | Independiente (Hipólito Yrigoyen)           | 1 - 2         | Altos Hornos Zapla                                  | 0 - 0 | 1 - 2  |
| Llave 4 | Santo Domingo (Santo Domingo)               | 1 - 2         | River Plate (Embarcación)                           | 1 - 1 | 0 - 1  |
| Llave 4 | Monterrico San Vicente                      | 6 - 4         | Rivadavia (Cafayate)                                | 5 - 1 | 1 - 3  |
| Llave 4 | Atlético Cerrillos                          | 1 - 5         | Atlético El Polo (La Esperanza)                     | 0 - 2 | 1 - 3  |
| Llave 4 | Libertad (Metán)                            | (3) 1 - 1 (4) | General Güemes (Rosario de la Frontera)             | 0 - 0 | 1 - 1  |
| Llave 4 | Sarmiento (La Banda)                        | (2) 2 - 2 (4) | Atlético Amalia                                     | 0 - 0 | 2 - 2  |
| Llave 4 | Atlético Icaño (Añatuya)                    | 1 - 2         | Sportivo Pampa                                      | 1 - 0 | 0 - 2  |
| Llave 5 | Atlético Laguna Blanca                      | 2 - 8         | Defensores de Formosa                               | 2 - 4 | 0 - 4  |
| Llave 5 | Atlético Villa Alvear (Resistencia)         | 0 - 2         | Unión (Colonia Pampa Alegría)                       | 0 - 0 | 0 - 2  |
| Llave 5 | Deportivo Vicov (Eldorado)                  | (4) 4 - 4 (5) | Sportivo Ferroviario                                | 2 - 1 | 2 - 3  |
| Llave 5 | Huracán de Goya                             | 1 - 3         | Bartolomé Mitre (Posadas)                           | 0 - 1 | 1 - 2  |
| Llave 5 | FFCC del Estado (Gral. Pinedo)              | 3 - 5         | San Martín (Formosa)                                | 1 - 2 | 2 - 3  |
| Llave 5 | Sportivo Cultural (J.J. Castelli)           | 1 - 3         | Unión (Machagai)                                    | 0 - 1 | 1 - 2  |
| Llave 5 | Ocampo Fábrica (Villa Ocampo)               | 1 - 2         | Sarmiento (Resistencia)                             | 0 - 1 | 1 - 1  |
| Llave 5 | Sportivo Zapallar (El Zapallar)             | (2) 3 - 3 (3) | Libertad (Charata)                                  | 1 - 1 | 2 - 2  |
| Llave 6 | Newell's Old Boys (Santa Fe)                | 3 - 4         | San Jorge (Santa Fe)                                | 1 - 0 | 2 - 4  |
| Llave 6 | Argentino Quilmes (Rafaela)                 | 2 - 1         | Racing Club (Reconquista)                           | 2 - 0 | 0 - 1  |
| Llave 6 | Sanjustino                                  | 4 - 2         | Jorge Newbery (Venado Tuerto)                       | 3 - 1 | 1 - 1  |
| Llave 6 | Americano (Carlos Pellegrini)               | 2 - 5         | Arteaga Social y Deportivo                          | 0 - 0 | 2 - 5  |
| Llave 6 | Santa Marta (Santa Elena)                   | 7 - 4         | Salto Grande (Concordia)                            | 3 - 1 | 4 - 3  |
| Llave 6 | Arsenal (Viale)                             | 4 - 6         | Atlético Paraná                                     | 3 - 1 | 1 - 5  |
| Llave 6 | Escuela Deportiva Junín                     | 0 - 5         | Huracán Las Heras                                   | 0 - 5 | 0 - 0  |
| Llave 6 | Argentino (Marcos Juárez)                   | 3 - 2         | Las Palmas (Córdoba)                                | 1 - 1 | 2 - 1  |
| Llave 7 | Rivadavia (Junín)                           | 0 - 4         | Mutual UTA (Moreno)                                 | 0 - 2 | 0 - 2  |
| Llave 7 | Pilar FC                                    | 1 - 6         | Sportivo Bragado                                    | 0 - 4 | 1 - 2  |
| Llave 7 | Argentino Oeste (San Nicolás)               | (3) 2 - 2 (4) | Obras Sanitarias (Arrecifes)                        | 2 - 0 | 0 - 2  |
| Llave 7 | General Rojo UD                             | 6 - 3         | Defensores Unidos (San Pedro)                       | 3 - 1 | 3 - 2  |
| Llave 7 | Atlético Rivadavia (Concepción del Uruguay) | (5) 4 - 4 (4) | Sportivo Urquiza (Paraná)                           | 2 - 1 | 2 - 3  |
| Llave 7 | Belgrano (Paraná)                           | 1 - 2         | Atlético Uruguay                                    | 1 - 0 | 0 - 2  |
| Llave 7 | Argentino (Lincoln)                         | 2 - 3         | Sports (Pergamino)                                  | 1 - 1 | 1 - 2  |
| Llave 7 | El Fortín (Colón)                           | 1 - 7         | Jorge Newbery (Junín)                               | 1 - 2 | 0 - 5  |
| Llave 8 | Deportivo 9 de Julio (Chacabuco)            | 1 - 3         | El Taladro (Las Flores)                             | 1 - 0 | 0 - 3  |
| Llave 8 | Villa Belgrano (Junín)                      | 5 - 1         | Gimnasia y Esgrima (Chivilcoy)                      | 3 - 1 | 2 - 0  |
| Llave 8 | San Miguel (General Las Heras)              | 1 - 2         | Deportivo Chascomús                                 | 0 - 2 | 1 - 0  |
| Llave 8 | Sport Club Magdalena                        | 6 - 0         | Defensores de Ayacucho                              | 2 - 0 | 4 - 0  |
| Llave 8 | Independiente (Chivilcoy)                   | (4) 1 - 1 (5) | Atlético Baradero                                   | 0 - 0 | 1 - 1  |
| Llave 8 | Atlético Camioneros(Gral. Rodríguez)        | (4) 2 - 2 (5) | Mercedes                                            | 2 - 1 | 0 - 1  |
| Llave 8 | Social Velense (María Ignacia)              | 3 - 2         | Ever Ready (Dolores)                                | 2 - 1 | 1 - 1  |
| Llave 8 | SD Santa Teresita                           | 0 - 4         | Independiente (Tandil)                              | 0 - 1 | 0 - 3  |

### Segunda Eliminatoria
| Llave   | Local - Ida                                 | Global        | Local - Vuelta                      | Ida   | Vuelta |
| ------- | ------------------------------------------- | ------------- | ----------------------------------- | ----- | ------ |
| Llave 1 | Los Cuervos del Fin del Mundo               | 1 - 3         | Boca Río Gallegos                   | 1 - 0 | 0 - 3  |
| Llave 1 | Defensores de La Ribera (Rawson)            | 2 - 1         | Estrella del Sur (Caleta Olivia)    | 0 - 0 | 2 - 1  |
| Llave 1 | Estudiantes Unidos (Bariloche)              | 0 - 4         | Maronese                            | 0 - 1 | 0 - 3  |
| Llave 1 | Unión Alem Progresista                      | (4) 3 - 3 (5) | Deportivo Patagones                 | 3 - 0 | 0 - 3  |
| Llave 2 | Sportivo Olimpo (Tres Arroyos)              | 2 - 5         | Ferrocarril Sud (Olavarría)         | 2 - 2 | 0 - 3  |
| Llave 2 | Huracán (Ingeniero White)                   | 4 - 2         | Independiente (Río Colorado)        | 1 - 1 | 3 - 1  |
| Llave 2 | Jorge Ross (La Carlota)                     | 4 - 3         | FC Tres Algarrobos                  | 0 - 1 | 4 - 2  |
| Llave 2 | Defensores de Plaza España                  | 4 - 3         | Tiro Federal (Puan)                 | 2 - 1 | 2 - 2  |
| Llave 3 | Américo Tesorieri (La Rioja)                | 2 - 3         | Américo Tesorieri (Catamarca)       | 2 - 1 | 0 - 2  |
| Llave 3 | Jorge Newbery (Villa Mercedes)              | 1 - 5         | Andes Talleres                      | 1 - 3 | 0 - 2  |
| Llave 3 | Huracán (San Rafael)                        | 1 - 3         | Unión (Villa Krause)                | 1 - 1 | 0 - 2  |
| Llave 3 | Sportivo Aconquija                          | 4 - 3         | Deportivo Aguilares                 | 3 - 1 | 1 - 2  |
| Llave 4 | Sportivo Pampa                              | 3 - 5         | Atlético Amalia                     | 2 - 1 | 1 - 4  |
| Llave 4 | Altos Hornos Zapla                          | 3 - 2         | River Plate (Embarcación)           | 2 - 1 | 1 - 1  |
| Llave 4 | Monterrico San Vicente                      | 3 - 2         | Atlético El Polo (La Esperanza)     | 1 - 1 | 2 - 1  |
| Llave 4 | General Güemes (Rosario de la Frontera)     | 5 - 1         | Deportivo Villa San Antonio (Salta) | 4 - 0 | 1 - 1  |
| Llave 5 | Defensores de Formosa                       | 2 - 1         | Unión (Colonia Pampa Alegría)       | 1 - 1 | 1 - 0  |
| Llave 5 | Sportivo Ferroviario                        | (4) 4 - 4 (3) | Bartolomé Mitre (Posadas)           | 2 - 3 | 2 - 1  |
| Llave 5 | San Martín (Formosa)                        | 2 - 0         | Unión (Machagai)                    | 2 - 0 | 0 - 0  |
| Llave 5 | Sarmiento (Resistencia)                     | 4 - 2         | Libertad (Charata)                  | 2 - 1 | 2 - 1  |
| Llave 6 | San Jorge (Santa Fe)                        | 10 - 6        | Argentino Quilmes (Rafaela)         | 8 - 1 | 2 - 5  |
| Llave 6 | Sanjustino                                  | 5 - 8         | Arteaga Social y Deportivo          | 3 - 3 | 2 - 5  |
| Llave 6 | Santa Marta (Santa Elena)                   | (6) 4 - 4 (5) | Atlético Paraná                     | 4 - 2 | 0 - 2  |
| Llave 6 | Huracán Las Heras                           | 1 - 0         | Argentino (Marcos Juárez)           | 1 - 0 | 0 - 0  |
| Llave 7 | Mutual UTA (Moreno)                         | 5 - 1         | Sportivo Bragado                    | 2 - 1 | 3 - 0  |
| Llave 7 | Obras Sanitarias (Arrecifes)                | 2 - 4         | General Rojo UD                     | 1 - 2 | 1 - 2  |
| Llave 7 | Atlético Rivadavia (Concepción del Uruguay) | 0 - 0         | Atlético Uruguay                    | 0 - 0 | 0 - 2  |
| Llave 7 | Sports (Pergamino)                          | (4) 3 - 3 (3) | Jorge Newbery (Junín)               | 1 - 2 | 2 - 1  |
| Llave 8 | El Taladro (Las Flores)                     | 8 - 2         | Villa Belgrano (Junín)              | 4 - 0 | 4 - 2  |
| Llave 8 | Deportivo Chascomús                         | 1 - 5         | Sport Club Magdalena                | 0 - 3 | 1 - 2  |
| Llave 8 | Atlético Baradero                           | (5) 2 - 2 (4) | Mercedes                            | 1 - 2 | 1 - 0  |
| Llave 8 | Social Velense (María Ignacia)              | 0 - 2         | Independiente (Tandil)              | 0 - 1 | 0 - 1  |

### Tercera Eliminatoria
| Llave   | Local - Ida                             | Global        | Local - Vuelta                | Ida   | Vuelta |
| ------- | --------------------------------------- | ------------- | ----------------------------- | ----- | ------ |
| Llave 1 | Defensores de La Ribera (Rawson)        | 1 - 3         | Boca Río Gallegos             | 1 - 2 | 0 - 1  |
| Llave 1 | Maronese                                | (3) 2 - 2 (5) | Deportivo Patagones           | 2 - 0 | 0 - 2  |
| Llave 2 | Ferrocarril Sud (Olavarría)             | 3 - 2         | Defensores de Plaza España    | 2 - 1 | 1 - 1  |
| Llave 2 | Jorge Ross (La Carlota)                 | 4 - 7         | Huracán (Ingeniero White)     | 3 - 6 | 1 - 1  |
| Llave 3 | Sportivo Aconquija                      | (5) 2 - 2 (4) | Américo Tesorieri (Catamarca) | 1 - 0 | 1 - 2  |
| Llave 3 | Andes Talleres                          | (1) 2 - 2 (3) | Unión (Villa Krause)          | 1 - 1 | 1 - 1  |
| Llave 4 | Monterrico San Vicente                  | 0 - 1         | Altos Hornos Zapla            | 0 - 0 | 0 - 1  |
| Llave 4 | General Güemes (Rosario de la Frontera) | 4 - 2         | Atlético Amalia               | 4 - 0 | 0 - 2  |
| Llave 5 | Defensores de Formosa                   | 4 - 3         | Sportivo Ferroviario          | 3 - 3 | 1 - 0  |
| Llave 5 | Sarmiento (Resistencia)                 | 4 - 1         | San Martín (Formosa)          | 3 - 1 | 1 - 0  |
| Llave 6 | Huracán Las Heras                       | 3 - 2         | Santa Marta (Santa Elena)     | 2 - 0 | 1 - 2  |
| Llave 6 | Arteaga Social y Deportivo              | 3 - 5         | San Jorge (Santa Fe)          | 3 - 2 | 0 - 3  |
| Llave 7 | Sports (Pergamino)                      | 4 - 2         | Mutual UTA (Moreno)           | 1 - 1 | 3 - 1  |
| Llave 7 | General Rojo UD                         | 0 - 4         | Atlético Uruguay              | 0 - 1 | 0 - 3  |
| Llave 8 | El Taladro (Las Flores)                 | 4 - 0         | Atlético Baradero             | 3 - 0 | 1 - 0  |
| Llave 8 | Sport Club Magdalena                    | (4) 1 - 1 (5) | Independiente (Tandil)        | 1 - 1 | 0 - 0  |

### Cuarta Eliminatoria
| Llave   | Local - Ida                 | Global        | Local - Vuelta                          | Ida   | Vuelta |
| ------- | --------------------------- | ------------- | --------------------------------------- | ----- | ------ |
| Llave 1 | Boca Río Gallegos           | (4) 1 - 1 (3) | Deportivo Patagones                     | 0 - 0 | 1 - 1  |
| Llave 2 | Ferrocarril Sud (Olavarría) | 3 - 1         | Huracán (Ingeniero White)               | 2 - 1 | 1 - 0  |
| Llave 3 | Sportivo Aconquija          | 2 - 3         | Unión (Villa Krause)                    | 1 - 0 | 1 - 3  |
| Llave 4 | Altos Hornos Zapla          | (1) 1 - 1 (4) | General Güemes (Rosario de la Frontera) | 0 - 0 | 1 - 1  |
| Llave 5 | Defensores de Formosa       | (5) 0 - 0 (4) | Sarmiento (Resistencia)                 | 0 - 0 | 0 - 0  |
| Llave 6 | Huracán Las Heras           | 2 - 7         | San Jorge (Santa Fe)                    | 1 - 1 | 1 - 6  |
| Llave 7 | Sports (Pergamino)          | 2 - 1         | Atlético Uruguay                        | 1 - 1 | 1 - 0  |
| Llave 8 | El Taladro (Las Flores)     | 3 - 5         | Independiente (Tandil)                  | 1 - 2 | 2 - 3  |

### Quinta Eliminatoria
| Local - Ida | Global        | Local - Vuelta         | Ida   | Vuelta |
| --- | ------------- | ---------------------- | ----- | ------ |
| Defensores de Formosa                                                                                              | (8) 3 - 3 (7) | San Jorge (Santa Fe)   | 1 - 1 | 2 - 2  |
| Defensores de Formosa clasificó a la séptima eliminatoria, San Jorge (Santa Fe) debió jugar la sexta eliminatoria. |               |                        |       |        |
| Sports (Pergamino)                                                                                                 | (3) 1 - 1 (5) | Independiente (Tandil) | 1 - 1 | 0 - 0  |
| Independiente (T) clasificó a la séptima eliminatoria, Sports (Pergamino) debió jugar la sexta eliminatoria.       |               |                        |       |        |
| Ferrocarril Sud (Olavarría)                                                                                        | 1 - 3         | Boca Río Gallegos      | 0 - 0 | 1 - 3  |
| Boca Río Gallegos clasificó a la séptima eliminatoria, Ferrocarril Sud (O) debió jugar la sexta eliminatoria.      |               |                        |       |        |
| General Güemes (Rosario de la Frontera)                                                                            | 2 - 5         | Unión (Villa Krause)   | 1 - 0 | 1 - 4  |
| Unión (VK) clasificó a la séptima eliminatoria, General Güemes debió jugar la sexta eliminatoria.                  |               |                        |       |        |

### Sexta Eliminatoria
| Local - Ida                             | Global | Local - Vuelta              | Ida   | Vuelta |
| --------------------------------------- | ------ | --------------------------- | ----- | ------ |
| Sports Club (Pergamino)                 | 1 - 3  | Ferrocarril Sud (Olavarría) | 1 - 2 | 0 - 1  |
| General Güemes (Rosario de la Frontera) | 3 - 5  | San Jorge (Santa Fe)        | 3 - 2 | 0 - 3  |

### Finales
| Local - Ida                                                                        | Global | Local - Vuelta         | Ida   | Vuelta |
| ---------------------------------------------------------------------------------- | ------ | ---------------------- | ----- | ------ |
| Ferrocarril Sud (Olavarría)                                                        | 2 - 1  | Defensores de Formosa  | 1 - 0 | 1 - 1  |
| Ferro (O) ascendió al Torneo Argentino B; Defensores de Formosa jugó la promoción. |        |                        |       |        |
| San Jorge (Santa Fe)                                                               | 1 - 2  | Unión (Villa Krause)   | 1 - 0 | 0 - 2  |
| Unión (VK) ascendió al Torneo Argentino B; San Jorge jugó la promoción.            |        |                        |       |        |
| Boca Río Gallegos                                                                  | 3 - 4  | Independiente (Tandil) | 2 - 0 | 1 - 4  |
| Independiente ascendió al Torneo Argentino B; Boca Río Gallegos jugó la promoción. |        |                        |       |        |

## Promociones
Integrada por los finalistas del T.D.I. y los equipos que debían disputar la promoción provenientes del T.A.B.

Se jugaron series entre un equipo del T.D.I. y uno del T.A.B. donde resultaba ganador el equipo con más cantidad de puntos o con mayor diferencia de gol. Cabe destacar que en caso de empate en puntos y diferencia de gol, el equipo de la división superior poseía ventaja deportiva y automáticamente ganaba la serie.
| Defensores de Formosa                                                 | 1 - 0 | Sporting              | 21 de junio de 2009 |
| Sporting                                                              | 4 - 2 | Defensores de Formosa | 28 de junio de 2009 |
| Sporting se mantiene en el Torneo Argentino B con un global de 4 - 3. |       |                       |                     |

| San Jorge (Santa Fe)                                                       | 2 - 0 | Luján de Cuyo (Mendoza) | 21 de junio de 2009 |
| Luján de Cuyo (Mendoza)                                                    | 5 - 2 | San Jorge (Santa Fe)    | 28 de junio de 2009 |
| Luján de Cuyo se mantiene en el Torneo Argentino B con un global de 5 - 4. |       |                         |                     |

| Boca Río Gallegos                                                        | 2 - 0 | Racing (Trelew)   | 21 de junio de 2009 |
| Racing (Trelew)                                                          | 2 - 1 | Boca Río Gallegos | 28 de junio de 2009 |
| Boca Río Gallegos asciende al Torneo Argentino B con un global de 3 - 2. |       |                   |                     |